# Rimsko osvajanje Iberskega polotoka
Rimljani so vladali in zasedali ozemlja na Iberskem polotoku, ki so bila prej pod nadzorom domorodnih keltskih, iberskih, keltiberskih in akvitanskih plemen ter Kartažanskega imperija. Kartažanska ozemlja na jugu in vzhodu polotoka so bila osvojena leta 206 pr. n. št. med drugo punsko vojno. Nadzor se je postopoma razširil na večino polotoka brez aneksij. Dokončan je bil po koncu Rimske republike (27 pr. n. št.), ko je Avgust Oktavijan, prvi rimski cesar, leta 19 pr. n. št. priključil celoten polotok Rimskemu imperiju.
To osvajanje se je začelo z rimsko pridobitvijo nekdanjih kartažanskih ozemelj v južni Hispaniji in vzdolž vzhodne obale kot posledica poraza Kartažanov (206 pr. n. št.) med drugo punsko vojno (218–201 pr. n. št.), po kateri so kartažanske sile zapustile polotok. To je povzročilo stalno rimsko ozemeljsko prisotnost v južni in vzhodni Hispaniji. Leta 197 pr. n. št. so Rimljani ustanovili dve rimski provinci. To sta bili Hispanija Citerior (Prednja Hispanija) vzdolž večine vzhodne obale (območje, ki ustreza sodobni Valenciji, Kataloniji in delu Aragonije) in Hispanija Ulterior (Zadnja Hispanija) na jugu, ki ustreza sodobni Andaluziji.
V naslednjih 170 letih je Rimska republika razširila svoj nadzor nad Hispanijo. To je bil postopen proces gospodarske, diplomatske in kulturne infiltracije in kolonizacije, z vojaškimi zatiralnimi kampanjami, kadar je bil prisoten domorodni odpor, namesto rezultat ene same politike osvajanja. Rimljani so nekatera domorodna mesta zunaj svojih dveh provinc spremenili v tributarna mesta in ustanovili postojanke ter rimske kolonije za razširitev svojega nadzora. Upravne ureditve so bile ad hoc. Rimski  guvernerji, ki so bili poslani v Hispanijo, so ponavadi delovali neodvisno od rimskega senata zaradi velike oddaljenosti od Rima. V poznejšem delu tega obdobja je senat poskušal uveljaviti večji nadzor, vendar je bil to poskus zajezitve zlorab in izsiljevanja s strani uradnikov na polotoku. Osvajanje je bil proces asimilacije lokalnih plemen v rimsko kulturo ter njen gospodarski sistem in zakone.
To se je spremenilo po koncu Republike in vzpostavitvi vladavine cesarjev v Rimu. Po rimski zmagi v kantabrijskih vojnah na severu polotoka (zadnji upor proti Rimljanom v Hispaniji) je Avgust osvojil sever Hispanije, priključil celoten polotok in leta 19 pr. n. št. izvedel upravno reorganizacijo.
Rimska provinca Hispanija Citerior je bila znatno razširjena in je vključevala vzhodni del osrednje Hispanije in severno Hispanijo. Preimenovana je bila v Hispanija Tarraconensis. Hispania Ulterior je bila razdeljena na provinci Baetica (Betika) (večina sodobne Andaluzije) in Lusitania(Luzitanija), ki je zajemala današnjo Portugalsko do reke Durius (Duero), današnjo avtonomno skupnost Estremadura in majhen del province Salamance v današnji Španiji.

## Druga punska vojna

### Kartažanska Iberija
Med 8. in 7. stoletjem pr. n. št. so Feničani (in pozneje Kartažani) vzpostavili trgovske stike v južnem delu Iberskega polotoka in vzdolž dela vzhodne obale. Njihove trgovske postojanke na obali so izvažale minerale in druge vire, ki so bili na voljo v Iberiji, ter uvažale izdelke iz vzhodnega Sredozemlja.
V 7. stoletju pr. n. št. so grški trgovci s sedežem v Masaliji (današnji Marseille) trgovali po obalnih trgovskih središčih regije, ne da bi vzpostavili stalno prisotnost in pozneje ustanovili trgovski mesti Emporion (Ampurias) in Rhode (Roses). Del te grške trgovine so prevažale feničanske ladje. Posledica stikov z Grki in Feničani je bila, da so nekateri obalni domorodni prebivalci polotoka prevzeli nekatere vidike teh vzhodnosredozemskih kultur.
Potem ko je Rim premagal Kartagino v prvi punski vojni (264–241 pr. n. št.) in ji odvzel otoke Sicilijo, Sardinijo in Korziko, je Hamilkar Barka (oče znamenitega generala Hanibala) osvojil južno Hispanijo. Njegova družina je vzpostavila kartažansko prevlado v večini južne Hispanije. Podreditev plemen v Hispaniji, ki se je pozneje razširila na večji del vzhodne obale polotoka, je bila dosežena s silo ali z davki, zavezništvi ali porokami z lokalnimi poglavarji. Polotok je Kartagini dobavljal znatno število nabornikov iz območij pod kartažanskim nadzorom, skupaj z najemniki, zlasti balearskimi pračarji in Keltiberi.

### Ebrski sporazum
Hamilkarja je leta 226 pr. n. št. nasledil Hasdrubal Lepi, njegov zet. Rim je sklenil sporazum s Hasdrubalom "s pogojem, da nobena stran ne sme razširiti svoje prevlade onkraj Ebra, medtem ko naj bi Saguntinci, ki se nahajajo med imperijema obeh ljudstev, ohranili neodvisnost". Mesta v severnem delu vzhodne obale so bila zaskrbljena zaradi nadaljnje kartažanske širitve in so se povezala z Rimom, da bi dobila njegovo zaščito. To je privedlo do določitve reke Ebro kot meje vplivnih sfer Kartažanov in Rimljanov v vzhodni Hispaniji. Mesto Saguntum (Sagunto, nekdanji Murviedro) je prav tako sklenilo zavezništvo z Rimom. Ležalo je približno na pol poti med Ebrom in Novo Kartagino (rimsko, Cartago Nova, današnja Cartagena). Slednja je bila postojanka, ki jo je ustanovil Hasdrubal Lepi. Takrat so kartažanska ozemlja ležala južno od Saguntuma. Hanibal, Hamilkarjev sin in Hasdrubalov naslednik, je razširil kartažanska ozemlja proti severu do bregov reke Ebro. Posledično se je Saguntum znašel obkrožen s kartažanskim ozemljem.

### Zadeva Saguntum
Druga punska vojna med Kartagino in Rimom se je začela z Hanibalovim napadom na Saguntum. Hanibal je našel izgovor za vojno proti Saguntumu v sporu med mestom in okoliškimi Turduli. V odgovor je Saguntum poslal odposlance v Rim, da bi prosili za pomoč. Rimski senat se je odločil poslati komisarje v Hispanijo, da bi preiskali tamkajšnje razmere, po potrebi opozorili Hanibala, naj se ne vmešava v zadeve Saguntuma, nato pa odšli v Kartagino, da bi kartažanskemu svetu predložili pritožbe Saguntuma. Vendar je Hanibal začel obleganje Saguntuma pred njihovim odhodom. Senat se je odločil, da bo komisarje vseeno poslal k Hanibalu in če bi ta zavrnil prekinitev sovražnosti, naj bi odšli v Kartagino in zahtevali njegovo predajo v zadovoljstvo zaradi prelomljene pogodbe.
Močne utrdbe Saguntuma in močan odpor prebivalstva so odbili Hanibalov napad. Hanibal je bil resno ranjen, ko se je približal mestnemu obzidju. Ko so rimski ambasadorji prispeli v pristanišče, je Hanibal dejal, da zanje ni varno, da bi šli v mesto in da je preveč zaposlen, da bi se srečal z njimi. Ker je spoznal, da bodo, če ga ne bodo mogli videti, odšli v Kartagino, je poslal pismo svojim privržencem v Kartagini, v katerem jim je naročil, naj preprečijo njegovim nasprotnikom, da bi Rimu dali kakršne koli koncesije. Misija komisarjev v Kartagini ni dosegla ničesar. Kartaginski svet je odgovoril, da so vojno začeli Saguntinci in ne Hanibal in da bi Rim storil krivico, če bi se postavil na stran Saguntincev.
Po zatišju, ki je Saguntincem omogočilo, da so zgradili novo obzidje, ki je nadomestilo poškodovano, so se nadaljevali siloviti boji. Hanibalovi mirovni pogoji so bili, da mora Saguntum vse svoje zlato in srebro dati Turdulom in da morajo meščani zapustiti mesto in iti, kamor koli jim bodo Kartaginci ukazali. Saguntinci so svoje zlato in srebro vrgli v ogenj. Hanibal je zavzel mesto in prišlo je do velikega pokola njegovih prebivalcev. Obleganje Saguntuma naj bi trajalo osem mesecev. Hanibal je nato prezimil v Cartago Nova.
V Rimu je bil občutek sramu, ker niso poslali pomoči Saguntumu in ker Rim ni bil pripravljen na vojno. Zdaj se je pričakovalo, da bo Hanibal prečkal reko Ebro s podporo sil iz hispanskih plemen. Rimljane je skrbelo, da bi to lahko spodbudilo Galce v severni Italiji k uporu.
Rimljani so se odločili za dve kampanji, eno v Afriki (rimsko ime za današnjo Tunizijo in zahodno Libijo, domovino Kartagine) in eno v Hispaniji. Zbranih je bilo šest rimskih legij (24.000 pešakov in 1.800 konjenikov) ter 40.000 pešakov italijanskih zaveznikov in 4.400 zavezniških konjenikov. Pripravljena je bila flota 220 bojnih ladij in 20 lahkih galej. Dve legiji s po 4.000 pešaki in 300 konjeniki, 16.000 zavezniških pešakov in 1.800 zavezniških konjenikov ter 160 bojnih ladij in 12 lahkih galej je bilo dodeljenih Tiberiju Semproniju Longusu , ki naj bi vodil odpravo v Afriko. Odprava v Hispanijo je bila dodeljena Publiju Korneliju Scipionu (konzul 218 pr. n. št.)| (oče znamenitega generala Publij Kornelij Scipion Afričana z dvema rimskima legijama, 14.000 zavezniškimi pešaki in 1.600 zavezniškimi konjeniki ter le 60 ladjami, ker se ni pričakovala sovražna pomorska ofenziva v Hispaniji.
Rimska komisija je bila poslana v Kartagino, da bi preverila ali je mesto odobrilo Hanibalov napad na Saguntum. Če bi, kot se je zdelo verjetno, Kartagina to priznala, naj bi uradno napovedali vojno Kartagini. Po Liviju je kartaginski senator odgovoril, da Rim poskuša izsiliti priznanje krivde. Dodal je, da je na Kartagini, da razišče in sproži postopek proti enemu od svojih državljanov, če je storil nekaj na lastno avtoriteto. Edina točka, o kateri bi Rim lahko razpravljal je bila ali je Hanibalovo dejanje skladno s pogoji pogodbe. Trdil je, da Saguntum v času pogodbe ni bil rimski zaveznik. Hasdrubal je sklenil pogodbo s Saguntumom, ki Kartagine ni mogla zavezovati, ker je bila sklenjena brez njenega znanja. Livij navaja, da je Quintus Fabius Maximus Verrucosus, ki je postavil vprašanje, dejal: "Tukaj vam prinašamo vojno in mir, vzemite, kar vam je ljubše." V kljubovanju mu je bilo rečeno, naj se sam odloči, kaj mu je ljubše. Dejal je, da je Kartagini dal vojno in Kartagina jo je sprejela.

### Rimske kampanje

#### Prva kampanja
Leta 218 pr. n. št., so ekspedicijske sile v Hispaniji prispele v Massalio (Marseille) in odkrile, da je Hanibal že na poti v Italijo. Publij Kornelij Scipion starejši (konzul 218 pr. n. št.) je poslal 300 konjenikov v notranjost, da bi locirali Hanibalove sile. Takrat je Hanibal prečkal reko Rono. Poslal je 500 numidijskih konjenikov proti Rimljanom, da bi ugotovil njihovo število in namere. Oba oddelka  sta se spopadla in Rimljani so zmagali v krvavi bitki. Hanibal je nadaljeval pot v Italijo. Scipio se je odločil vrniti v Italijo, da bi se tam boril proti Hanibalu in poslal svojega brata, Gneja Kornelija Scipiona Kalva v Hispanijo z večino ekspedicijskih sil. Gnej je pristal v Emporionu (Empúries). Livij navaja, da je Gnej pridobil podporo obalnih ljudstev severno od Ebra z obnovo starih zavezništev in oblikovanjem novih. Izmed njih je bilo rekrutiranih več močnih kontingentov. Hanno, ki je bil zadolžen za kartažanske sile v Hispaniji, se je utaboril blizu Rimljanov in ponudil bitko. Gnej Scipio, ki se je raje boril proti obema kartažanskima poveljnikoma ločeno (drugi kartažanski poveljnik je bil Hasdrubal Barka sin Hamilkarja Barke in Hanibalov brat), je bitko sprejel. Rezultat je bila bitka pri Cissi, ki se je odvijala blizu Tarraca (Tarragona). Hanno je bil poražen in je izgubil 6.000 mož, medtem ko je bilo 2.000 njegovih mož, vključno s tistimi, ki so varovali tabor, ujetih. Rimljani so zavzeli tabor in oropali prtljago, ki jo je pustil Hanibal. Ujeta sta bila tudi Hanno in Indibilis, poglavar Ilergetov, ki ga je Polibij opisal kot "despota celotne osrednje Iberije in gorečega podpornika Kartažanov".
Hasdrubal Barka, ki je prečkal Ebro z 8.000 pešaki in 1.000 konjeniki, da bi po pristanku poiskal Rimljane, je slišal za Hannov poraz. Odpravil se je na morje in našel rimsko floto blizu Tarraca. Hasdrubal je izkrcal svojo konjenico, ki je našla in ubila veliko Rimljanov, ki so iskali hrano v okoliški pokrajini in jih prisilila nazaj na njihove ladje. Nato se je umaknil čez Ebro, preden se je Gnej Scipio vrnil. Slednji je pustil majhno garnizijo v Tarracu in odpeljal floto nazaj v Emporiae.
Hasdrubal Barka je nato spodbudil Ilergete, ki so Gneju Scipionu dali talce, k uporu. Njihovi možje so opustošili polja lokalnih rimskih zaveznikov. Gnej Scipio je prišel iz svojega zimskega tabora in opustošil ozemlje Ilergetov, jih pregnal v njihovo prestolnico Atanagrus, jo oblegal, podredil Ilergete in izsilil talce in denar. Nato je napadel Ausetane, blizu Ebra, ki so bili kartažanski zavezniki in iz zasede napadel Lacetane, ki so prišli na pomoč svojim sosedom, pri čemer jih je ubil 12.000. Obleganje Atanagrusa je trajalo 30 dni. Ko je poglavar Ilergetov pobegnil k Hasdrubalu, se je mesto predalo. Gnej Scipio je vzpostavil zimski tabor v Tarracu.
Leta 217 pr. n. št. je Hasdrubal Barka vodil svojo vojsko ob obali, medtem ko so njegove ladje plule blizu obale. Gnej Scipio se je vkrcal s svojimi najboljšimi četami na 35 ladij. Njegovi izvidniki so opazili sovražno floto pri ustju Ebra. Kartažani so se naglo pripravili na bitko, vendar so se v bitki pri reki Ebro rimske ladje približale v bojni formaciji in sovražne ladje so pobegnile. Kartažanska linija je bila preveč raztegnjena in niso uspeli priti do ustja reke ter so nasedli. Možje so se izkrcali pri ustju reke in se pridružili pehoti. Rimljani so nasedle ladje povlekli v vodo in jih zasegli 25.
Hasdrubal se je umaknil v Cartago Novo. Rimljani so opustošili obalno deželo vse do prelaza Castulo,ki je vodila skozi gorovje Sierra Morena, severno od Cartago Nova. Gnej Scipion se je nato odpravil proti severu in si podredil številne skupnosti severno od Ebra. Vendar pa sta Mandonius in Indibilis, poglavarja Ilergetov, prepričala svoje plemenske člane, da so opustošili ozemlja rimskih zaveznikov. Gnej Scipion je poslal oddelek, ki jih je zlahka premagal. Medtem so Keltiberi (ki so živeli v vzhodno-osrednji Hispaniji) napadli območje blizu Cartago Nova. Zavzeli so tri utrjena mesta, premagali Hasdrubala, ubili 15.000 ljudi in zajeli 4.000 ujetnikov.
Publius Scipion, čigar poveljstvo je bilo podaljšano, se je ponovno pridružil svojemu bratu in pripeljal okrepitve 30 vojaških ladij, 8.000 vojakov in veliko oskrbovalno kolono. Ker je bil Hasdrubal zaposlen z bojem proti Keltiberom, sta brata odkorakala do Saguntuma. Gnej Scipion je prevzel poveljstvo nad vojsko, Publius Scipion pa nad floto.
Leta 216 pr. n. št., po prejemu okrepitev 4.000 pešakov in 1.000 konjenikov iz Afrike, je Hasdrubal ukazal, da se kartažanska flota pripravi na zaščito Balearskih otokov in obale. Prišlo je do dezertacije pomorskih kapitanov, ki niso bili več zvesti, potem ko so bili močno obsojeni zaradi strahopetnosti, ker so zapustili floto v bitki pri reki Ebro. Dezerterji so začeli agitacijo med Tartesijci in več mest se je uprlo. Hasdrubal je napadel ozemlje Tartesijcev, obkolil njihov tabor in zmagal v bitki.
Hasdrubalu Barki je nato Kartagina ukazala, naj se čim prej odpravi v Italijo in general |Himilko je bil poslan z vojsko, da ga nadomesti. Hasdrubal je najel galske plačance in se odpravil proti Ebru. Oba Scipiona sta se pripravila, da ga srečata in ga poskušata ustaviti, da se ne bi pridružil Hanibalu v Italiji. Zbrala sta svoje sile pri Ebru in prečkala reko. Odločila sta se, da bosta ovirala njegov pohod z napadom na kartažanske zaveznike. Pripravila sta se na obleganje Hibere, mesta blizu Ebra, ki je bilo najbogatejše na tem območju. Namesto da bi prišel na pomoč Hiberi, je Hasdrubal napadel mesto, ki je bilo nedavno rimski zaveznik. Rimljani so opustili obleganje in se odpravili proti Hasdrubalu Barki. Kartažani so bili poraženi in Hasdrubal je pobegnil z nekaj privrženci. To je zagotovilo omahljiva plemena za Rim, kar je prisililo Hasdrubala, da je ostal v Hispaniji.
Leta 215 pr. n. št. se je Mago Barca, Hanibalov in Hasdrubalov brat, pripravljal na odhod v Italijo s silami 12.000 pešakov, 1.500 konjenikov, 20 slonov in 60 vojaških ladij. Kartagina je razmišljala, da bi ga namesto tega poslala v Hispanijo. Vendar pa je Sardinija izgledala ranljiva, saj so Rimljani tja pošiljali sveže in nedisciplinirane čete, Sardinci pa so bili pripravljeni na upor, če bi imeli vodjo. Zato je bil Mago poslan v Hispanijo, Hasdrubal Barka pa na Sardinijo. Mesto Iliturgi, ki je prešlo na stran Rimljanov, so napadle tri kartažanske vojske pod Hasdrubalom, Magom in Hanibalom (sinom generala Bomilcarja). Scipiona sta se prebila skozi tri tabore, prinesla žito (mesto je potrebovalo hrano) in spodbudila mesto k boju. Posledična bitka je bila med 60.000 Kartažani in 16.000 Rimljani. Kljub temu so Rimljani premagali sovražnika, ki je izgubil 16.000 mož in 7 slonov; 3.000 mož in 1.000 konj je bilo zajetih. Trije tabori so bili zavzeti. Kartažani so napadli bližnje mesto Intibili in rekrutirali moške z območja, ki so bili željni boja za plen ali plačilo, da bi nadoknadili svoje izgube. Prišlo je do druge bitke in Kartažani so izgubili 13.000 mož; 2.000 mož in 9 slonov je bilo zajetih. Livij je zapisal, da so 'skoraj vsa plemena Hispanije prešla na stran Rima, in uspehi, doseženi v [Hispaniji] tisto poletje, so bili veliko večji kot tisti v Italiji'.
Leta 214 pr. n. št. sta Mago in Hasdrubal premagala veliko hispansko vojsko. Celotna Hispanija južno od Ebra bi prestopila k Rimljanom, če Publius Cornelius Scipio ne bi hitro prečkal reke, medtem ko so zavezniki še omahovali. Sprva se je utaboril v Castrum Albumu (verjetno današnji Alicante), katerega citadela je bila utrjena in založena z žitom. Vendar je bilo območje polno sovražnikov in rimska kolona je bila napadena. Rimljani so se preselili na mirnejše območje in utrdili tabor na Victory Mountain (lokacija neznana). Gnaeus Scipio je prispel z vsemi svojimi četami. Prispel je tudi Hasdrubal, sin Giska (sodobni pisci ga običajno imenujejo Hasdrubal Gisko). Kartažani so imeli zdaj tri poveljnike in popolno vojsko. Utaborili so se čez reko nasproti rimskega tabora. Publius Scipio je odšel z nekaj lahko konjenico na izvidnico, vendar so ga opazili. Bil je ranjen in bi bil premagan, če ne bi zavzel bližnjega hriba. Bil je obkoljen, vendar ga je rešil njegov brat. Castulo (ki je bilo močno mesto in tesen zaveznik Kartagine; Hanibal si je tam vzel ženo) je prestopilo k Rimu. Kartažani so se odpravili zavzeti rimsko garnizijo v Iliturgisu. Gnaeus Scipio mu je šel na pomoč z legijo v lahkem pohodu, se prebil med dvema kartažanskima taboroma, povzročil oblegovalcem velike izgube in vstopil v mesto. Naslednji dan je izvedel uspešen izpad. Kartažani so izgubili več kot 12.000 mož in več kot 1.000 jih je bilo ujetih. Odšli so in začeli oblegati Bigerro v zgornji dolini reke Baetis (Guadalquivir). Gnaeus Scipio je obleganje prekinil brez boja. Rimljani so jih zasledovali in prišlo je do še ene bitke. Publius Scipio je bil na nosilih prinesen na bojno polje. Rimljani so zmagali. Mago je bil poslan od svojega brata, da zbere čete med domačini. Ti so kmalu nadomestili žrtve in sprožili še eno bitko. Sovražnik je bil ponovno poražen in izgubil je več kot 8.000 mož in 3 slone; 1.000 mož in 8 slonov je bilo ujetih. V bitki sta padla dva galska poglavarja, Moeniacoepto in Vismaro. Rimljani so nato zavzeli Saguntum in izgnali njegovo kartažansko garnizijo. Turduli, ki so povzročili vojno med Saguntumom in Kartagino, so bili poraženi. Prodani so bili v suženjstvo in njihovo mesto je bilo uničeno.
Leta 213 pr. n. št. se je Syphax, kralj Masaesylov zahodne Numidije (Alžirija), uprl Kartagini. Scipiona sta poslala tri častnike, da sklenejo zavezništvo. Numidijci so bili tradicionalno konjeniki in niso imeli pehote. Syphax je prosil za pomoč pri opremljanju in usposabljanju pehote. Eden od rimskih častnikov, Statorius, je ostal kot svetovalec. Syphax je poslal odposlance v Hispanijo, da bi dobil odobritev rimskih poveljnikov in prepričal Numidijce v kartažanski vojski, da prestopijo k Rimu. Statorius je postavil čete po rimskem vzoru in jih učil utrjevanja in drugih vojaških nalog. Kartažani so poslali odposlance h kralju Gaji, kralju Masilijev vzhodne Numidije, da bi prosili za njegovo pomoč. Mladi Masinissa je prepričal svojega očeta, da mu dodeli poveljstvo nad vojno proti Syphaxu. S kartažansko pomočjo je dobil veliko bitko. Syphax je pobegnil z nekaj svoje konjenice k Maurusii, numidijskemu plemenu v severnem Maroku nasproti Gadesa (Cadiz). Tit Livij ni povedal, kaj se je zgodilo. Napisal je tudi, da je edina stvar, vredna zapisa za Hispanijo za tisto leto bila ta, da so Rimljani najeli keltiberske plačance za isto vsoto, kot so jo plačali Kartažani. To je bilo prvič, da so imeli Rimljani plačance v svojem taboru. Napisal je tudi, da sta se dve leti spopadi v Hispaniji "vodili bolj z diplomacijo kot z orožjem". Masinissa je nato vodil numidijske konjeniške čete, ki so se borile skupaj s Kartažani v Hispaniji.
Leta 212 pr. n. št. sta Scipiona združila svoje sile in se strinjala, da je čas za ofenzivo, ki bo končala vojno. Najela sta 20.000 Keltibercev in menila, da je to dovoljšnja okrepitev. Hasdrubal Gisko in Mago Barka sta združila svoje vojske in njun skupni tabor je bil približno pet dni hoje od Rimljanov. Tabor Hasdrubala Barke (veterana v Hispaniji), blizu mesta Amtorgis, je bil najbližji. Scipiona sta ga želela napasti prvega, vendar sta se bala, da bi se, če bi bil poražen, drugi Hasdrubal in Mago umaknila v gozdove in gore ter podaljšala vojno. Zato sta razdelila svoje sile na dva dela, da bi pokrila celotno Hispanijo. Publij naj bi vodil dve tretjini Rimljanov in italijanskih zaveznikov proti Magu in Hasdrubalu, Gnej pa eno tretjino stare vojske in Keltibercev proti Hasdrubalu Barki. Skupaj so se odpravili in se utaborili blizu Amtorgisa, na vidnem mestu sovražnika na drugi strani reke. Publij Scipio se je nato premaknil naprej. Hasdrubal Barca je spoznal, da so njegovi nasprotniki odvisni od Keltibercev in se odločil, da jih bo prepričal, da prebegnejo. Keltiberskim poglavarjem je bila ponujena velika podkupnina, da umaknejo svoje sile. S to možnostjo, da dobijo enak denar za odhod domov, so odšli. Gnej Scipio se je umaknil, kolikor je le mogel. Sovražnik je prečkal reko in ga zasledoval.
Medtem se je Publij Scipio moral soočiti s prihodom Masinise in njegovih Numidijcev. Masinisa je poskušal ustaviti rimsko napredovanje z nenehnimi napadi podnevi in ponoči. To je prekinilo oskrbo z živili. Prav tako je jahal do rimskih postojank, kar je povzročalo preplah in zmedo. Ponoči je pogosto napadal obzidje. Indibilis se je približeval s 7.500 Suessetani (ki so živeli v današnji zahodni Aragoniji), da bi pomagal Kartažanom. Situacija se je razvijala v obleganje. Publij Scipio je bil prisiljen tvegati napredovanje proti Indibilisu ponoči. Ko je prišla dnevna svetloba, je imel prednost v neurejeni bitki, ki se je odvijala v pohodniškem redu in ne v bojnem. Vendar so se pojavili Numidijci in obkolili oba boka. Prišli so tudi kartažanski poveljniki in napadli zadaj. Publij Scipio je bil ubit s sulico. Rimljani so pobegnili in bili zasledovani; več jih je bilo ubitih v begu kot v bitki. Noč je končala pokol. Hasdrubal in Mago sta se s prisiljenimi pohodi odpravila k Hasdrubalu Barki, misleč, da bodo njune združene sile končale vojno. Gnej je spoznal, da je bil njegov brat poražen in se umaknil, prehodil je veliko razdaljo v eni noči in se izognil sovražniku. Ko je zjutraj slednji spoznal, da je odšel, ga je numidijska konjenica zasledovala s polno hitrostjo, ga dohitela in ga prisilila, da se brani, medtem ko je še vedno poskušal napredovati, da ga ne bi ujela pehota. Ker ga je to resno upočasnilo, je Gnej Scipio svoje može popeljal na hrib. To je Rimljanom omogočilo, da so se ubranili Numidijcev. Vendar, ko so prispeli kartažanski poveljniki, so bili brez utrdb in njihov položaj je bil nevzdržen. Hrib je bil skalnat; ni bilo lesa za izdelavo palisade, ni bilo zemlje za obzidje in ni bil dovolj strm, da bi otežil vzpon. Rimljani so skupaj zvezali svoja sedla in prtljago, da so oblikovali barikado. Vrzeli so bile zapolnjene z opremo in paketi. Ker je bilo težko preplezati, odstraniti težke ovire ali prerezati tesno zapakirana sedla, je bil sovražnik zadržan precej časa. Vendar jim je uspelo narediti več odprtin. Rimljani so bili pobiti, vendar je precejšnjemu številu uspelo pobegniti. Gnej Scipio je bil ubit 29 dni po svojem bratu.
Rimski poraz je bil skoraj popoln in bili bi pregnani iz Hispanije, če ne bi bilo Lucija Marcija, častnika, ki je zbral preostanek poraženih sil, sestavil vojsko in se pridružil Tiberiju Fonteju, ki je bil zadolžen za tabor Publija Scipiona. Ustanovili so tabor severno od Ebra in vojaki so za svojega poveljnika izvolili Lucija Marcija. Okrepili so obrambo in shranili zaloge. Hasdrubal Gisko je prečkal Ebro. Ko se je sovražnik približal, je Lucij Marcij dal bojni signal, kar je presenetilo Kartažane. Rimska vojska je bila uničena in spraševali so se, od kod so ti možje in kdo je njihov poveljnik. Počasi so se umaknili in ko je napad postal bolj dosleden, so pobegnili. Lucij Marcij se je umaknil. Lucij Marcij je opazil, da so Kartažani neprevidni pri varovanju svojih taborov in je zasnoval načrt. Menil je, da je lažje napasti Hasdrubalov tabor, dokler je bil sam, preden bi se trije kartažanski poveljniki združili – drugi kartažanski tabori so bili šest milj onkraj Hasdrubalovega. Rimski kontingent z nekaj konjenice se je skril v gosto gozdnati dolini med sovražnimi tabori, kar je prekinilo cesto. Ostali so ponoči tiho odkorakali do tabora. Ni bilo predstraž niti stražarjev in vstopili so brez odpora. Sovražnika so pobili, medtem ko so bili napol speči. Rimljani so nato odšli v drugi tabor, kjer je bila prav tako neprevidnost. Moški na predstražah so bili neoboroženi. Rimljani so napadli in njihovi ščiti so bili okrvavljeni od prejšnje bitke. To je prestrašilo sovražnika, ki je pobegnil. Tisti, ki niso bili ubiti, so bili pregnani iz tabora. Livij je zapisal, da je bilo po enem viru ubitih kar 37.000 sovražnikov in 1.830 ujetih. Drug vir je trdil, da je bil zavzet le Magov tabor, da je bilo ubitih 7.000 sovražnikov in da je bila bitka proti Hasdrubalu izpad; tukaj je bilo ubitih 10.000 in ujetih 4.380. Po tretjem viru je bilo v zasedi ubitih 5.000 mož, ko je Mago zasledoval Rimljane. Te podvige so ovekovečili rimski pisci in omogočila jih je kartažanska zamuda pri izkoriščanju svoje prednosti.

#### Druga kampanja
Leta 211 pr. n. št. je rimski senat poslal Gaja Nerona v Hispanijo s 6.000 rimskimi in 6.000 zavezniškimi pešaki ter 300 rimskimi in 600 zavezniškimi konjeniki. Pristal je v Tarracu, odkorakal do reke Ebra in prevzel sile Tiberija Fonteja in Lucija Marcija. Nato je napredoval proti sovražniku in zasedel oba izhoda prelaza do Lapides Atri (Črni balvani), na ozemlju Ausetanov, kjer je bil utaborjen Hasdrubal (Hamilkarjev sin), s čimer ga je zaprl. Hasdrubal je obljubil, da bo svojo vojsko umaknil iz Hispanije, če ga bo Neron izpustil iz njegovega položaja in ga prosil za pogovore naslednji dan, da bi pogoje zapisal, kar je Neron sprejel. Hasdrubal je pogovore vlekel več dni. Medtem se je njegova vojska ponoči postopoma izmuznila iz prelaza. Končno je odšel tudi on. Neron ga je zasledoval in mu ponudil bitko, vendar jo je zavrnil.
Plemena v Hispaniji, ki so se uprla po porazu obeh Scipionov, niso kazala znakov obnove svoje zvestobe. Rimljani so se odločili, da pošljejo novega vrhovnega poveljnika in povečajo vojsko v Hispaniji. Glede imenovanja je vladala negotovost, ki je zahtevala izjemno skrbnost. Odločili so se, da zadevo dajo na glasovanje ljudstva. Publij Kornelij Scipion Afričan, sin in nečak obeh Scipionov, ki sta umrla v Hispaniji, ki je bil star komaj 24 let in ni imel visokega položaja, je vložil svojo kandidaturo. Izvoljen je bil soglasno. Livij ni pojasnil razloga za odločitev ali za to brezprimerno izvolitev moškega pod zahtevano starostjo za poveljstvo. Scipion je odšel s silo, ki jo je oblikoval iz stare vojske v Hispaniji, in okrepitvami 10.000 pešakov in 1.000 konjenikov. Glede na njegovo mladost je bil Marcus Junius Silanus (pretor 212 pr. n. št.) imenovan za njegovega namestnika, da mu pomaga. Scipion je pristal v Emporiah (ali Empúries, blizu [[pireneji|Pirenejev), odkorakal do Tarraca in prevzel vojsko Gaja Nerona. Sprejeli so ga odposlanci vseh prijateljskih plemen. Poročali so, da so bila plemena nemirna zaradi spreminjajočih se vojnih razmer. Obiskal je ta plemena in jih pohvalil, ker so se obdržala po strašnih udarcih in ker so sovražnika zadrževala južno od Ebra, s čimer so jim preprečili kakršne koli koristi od njihovih zmag. Pregledal je zimske tabore. Po njegovi vrnitvi v Tarraco je Marcus Silianus nasledil Nerona in nove čete so bile poslane v zimske tabore. Kartažanske vojske so se umaknile v svoje zimske četrti, Hasdrubal v Gades (Cadiz) na južni obali, Mago v notranjost, nad Castulom, in Hasdrubal Barka blizu Saguntuma.
Leta 210 pr. n. št. je Scipio poslal svoje ladje in čete k ustju Ebra in pripeljal zavezniški kontingent 5.000 mož. Prečkal je Ebro s 25.000 pešaki in 2.500 konjeniki, Silanusa pa je pustil na čelu severno od Ebra s 3.000 pešaki in 300 konjeniki. Ker je menil, da se ne more kosati s tremi kartažanskimi vojskami skupaj, je odkorakal proti Cartago Nova (Cartagena), pomembni kartažanski trdnjavi, ki je hranila sovražne vojne zaloge, vojno blagajno in talce iz vse Hispanije. Imela je edino pristanišče na območju, ki je lahko gostilo veliko floto. Svoj načrt je povedal le Gaiusu Laeliusu, ki mu je bilo naročeno, naj uskladi prihod svoje flote tja s Scipionovo vojsko.
Scipio je postavil tabor nasproti severne strani mesta. Zadnji del je imel dvojno obzidje, sprednji del pa je bil zaščiten z terenom. Mesto je bilo na rtu na zahodni strani zaliva, globokega 18 mi (30 km). Na zahodu ga je obdajala plitva laguna. Ožina, dolga 400 metrov, ga je povezovala s celino. Scipio je postavil ladje v pristanišču. Mago je postavil 2.000 meščanov v smeri rimskega tabora in namestil 500 vojakov v citadeli ter 500 na vrhu hriba, proti vzhodu. Ostali meščani so bili v rezervi. Meščani so se usmerili proti rimskemu taboru. Rimljani so se umaknili na kratko razdaljo, da bi se približali okrepitvam, ki naj bi bile poslane. Zaporedne okrepitve so sovražnika pognale v beg. Branilci mestnega obzidja so zapustili utrdbe. Scipio je videl, da na mnogih mestih obzidje ni imelo branilcev in ukazal lestve. Čete z ladij so začele napadati morsko fronto. Vojaki so si bili v napoto. Zelo malo lestev je bilo dovolj dolgih, da bi dosegle vrh tega zelo visokega obzidja, najdaljše pa so bile šibke. Mnogi možje so padli na tla in bil je dan znak za umik. Scipio je ukazal svežim možem, naj zgrabijo lestve. Ribiči v Tarracu so mu povedali, da je ob oseki enostavno pristopiti k obzidju peš. Plima se je umikala in močan veter je laguno še bolj plitvil. To je Rimljanom odprlo pot do obzidja. Scipio je vzel 500 mož v vodo. Vzpon na tem delu obzidja je bil enostaven. Ni bilo utrdb in stražarjev. Branilci so se osredotočali na kopensko stran. Možje so vstopili v mesto brez odpora in šli do vrat, kjer je potekal boj. Presenečeni branilci so se predali. Vrata so bila razbita z obeh strani. Vojaki so odkorakali na forum. Nekateri sovražniki so šli na garnizijski hrib vzhodno od mesta, nekateri pa v citadelo. Hrib je bil zavzet ob prvem napadu. Mago je nato predal citadelo.
Ta zmaga je bila strateško zelo pomembna. Premaknila je vojno prizorišče. Scipio je prebil območje, na katerega so bili Rimljani omejeni, prenesel vojno na sovražno ozemlje in razširil rimsko oblast na območje blizu doline reke Baetis, ki je prečkala južno Hispanijo. Rimljani se nikoli več niso borili na vzhodni obali. Scipio je zajel tudi kartažanski arzenal in zaklad, shranjen v mestu. Osemdeset ladij, 120 najnovejših katapultov in 281 manjših, 23 večjih in 52 manjših balist (katapultov, podobnih samostrelom), zajeli so veliko večjih in manjših škorpijonov (samostrelov) in veliko drugega orožja. Prav tako so zajeli velike količine zlata in srebra; v pristanišču so zasegli 63 trgovskih ladij. Njihov tovor je vključeval žito, orožje, bron, ladijski les, platno in esparto (uporablja se za izdelavo vrvi). Scipio je, da bi ohranil dobre odnose z domačini, izpustil meščane med 10.000 ujetimi svobodnimi moškimi in jim vrnil premoženje. Nesvobodne in sužnje so rekrutirali kot veslače, 2.000 obrtnikov pa je postalo javnih sužnjev, ki bi bili osvobojeni, če bi izdelovali vojaško opremo za Rimljane.
Scipio je poskrbel, da so talce, ki so jih Kartažani zadrževali, da bi si podredili plemena, zbrali njihovi sorodniki in prijatelji. Med njimi sta bili žena Mandonija in hčerki Indibilisa, poglavarja Ilergetov. Primer Scipijevega prizadevanja za vzpostavitev dobrih odnosov z domačini je razviden iz zgodbe o mladi ženski, ki je bila ujeta. Izvedel je, da je bila zaročena z Alucciusom, mladim keltiberskim plemičem. Poslal je po njene starše in njenega zaročenca. Slednjemu je povedal, da so z njegovo ljubljeno ravnali spoštljivo in da je bila rezervirana zanj, da bi mu jo lahko dali neoskrunjeno. V zameno ga je prosil, naj bo prijatelj Rima. Aluccius je odgovoril, da ne more vrniti dovolj, da bi izrazil svoja čustva. Starši so prinesli veliko zlata za njeno odkupnino. Ko so jo dobili brezplačno, so Scipija prosili, naj jo sprejme kot darilo. Ker so vztrajali, jo je dal Alucciusu kot poročno darilo. Doma je Aluccius zbral skupino svojih služabnikov in Scipiju dal izbrano silo 1.400 konjenikov. Scipio je poslal Maga in 15 kartažanskih senatorjev v Rim. Ko se je vrnil v Tarraco, je sklical zbor zaveznikov, novih in starih.
Leta 209 pr. n. št. je bil podaljšan poveljniški mandat Publija Kornelija Scipiona in Marka Junija Silana. Scipio si je še naprej prizadeval pridobiti različna plemena in obnoviti tista, ki so prejela svoje talce. Edeso, poglavar Edetanov (ki so živeli v današnji severni Valenciji, južno od Ebra), je obiskal Scipiona v Tarracu. Njegova žena in sinovi so bili v Scipionovih rokah. Želel je postati vodja pro-rimskega gibanja. Prosil je za vrnitev svoje žene in otrok in dejal, da je bil prvi poglavar, ki je prišel k njemu. Drugi so namesto tega še vedno sodelovali s Kartažani, medtem ko so se obračali na Rimljane. Če bi Scipio sprejel njegovo prijateljstvo, bi mu sledila druga plemena, da bi si povrnila talce in sklenila zavezništvo z Rimom. Scipio se je strinjal in plemena severno od Ebra, ki niso bila prijateljska z Rimljani, so se jim zdaj pridružila. Indibilis in Mandonius, poglavarja Ilergetov, ki ju je Polibij opisal kot "dva največja kneza v Hispaniji", sta zapustila Hasdrubalov tabor. Bila sta najbolj zanesljiva kartažanska zaveznika. Vendar pa je Hasdrubal pod pretvezo, da jima ne zaupa, zahteval veliko vsoto denarja ter njuni ženi in otroke kot talce. Polibij je opazil, da so po zmagi nad Rimljani Kartažani "ravnali z domačini arogantno in njihovi podložniki so se iz prijateljev spremenili v sovražnike".
Hasdrubal je spoznal, da mora narediti drzen korak, da bi ustavil izgube. Scipio je želel ločeno napasti kartažanske poveljnike. Napredoval je proti Hasdrubalu. Med potjo sta ga srečala Indibilis in Mandonius. Scipio je predal hčerki slednjega in z njima sklenil pogodbo. Delila sta rimski tabor in delovala kot vodnika, dokler nista dosegla sovražnika.1–3</ref> Polibij je zapisal, da se je Hasdrubal sprl z drugimi kartažanskimi poveljniki. To je bila ena od njegovih skrbi, poleg dezertacij domačinov in prebega Indibilisa. Odločil se je, da se bo z sovražnikom srečal v bitki in če bo izgubil, se bo umaknil v Galijo, zbral čim več domačinov in odšel v Italijo, da bi se pridružil svojemu bratu Hanibalu. Utaboren je bil blizu mesta Baecula, na območju [Castulo] (blizu današnjega Linaresa, Jaén), visokogorskega območja ob izviru doline reke Baetis (Guadalquivir), ki je prečkala južno Hispanijo. To je privedlo do Bitke pri Baeculi. Po Polibiju je ob novici o prihodu Rimljanov premaknil svoj tabor in ga postavil tako, da je bil njegov zadnji del zaščiten z reko, sprednji pa z grebenom. Na grebenu je obdržal zaščitno silo. Scipio je videl ugoden položaj tabora in čakal dva dni, nato pa ga je zaskrbel možen prihod Maga in Hasdrubala Giska in je izkoristil priložnost. Poslal je lahko pehoto in izbran kontingent težke pehote proti sovražni sili na grebenu. Ko je Hasdrubal videl, da so ti možje pod pritiskom, je svoje može povedel na greben. Scipio je poslal celotno svojo lahko pehoto v podporo. Polovico je vodil sam, obšel greben na levi strani sovražnika in napadel. Ostalim je ukazal, naj storijo enako na desni. Hasdrubal je še vedno vodil svoje može iz tabora. Mislil je, da sovražnik ne bo napadel njegovega močnega položaja, in zdaj, s tem nenadnim napadom, je prepozno razporedil svoje čete. Ker njegova krila še niso zasedla svojega položaja, so se rimska krila uspela povzpeti na greben. Padli so na sovražnika, ki se je še vedno formiral in ga prisilili v beg. Hasdrubal je vzel svojo vojno blagajno in svoje slone, zbral čim več beguncev in se umaknil k reki Tagus in proti prelazu Pirenejev, ki ga je moral prečkati v Galijo, kot je bilo prvotno načrtovano.
Livij je podal drugačen opis bitke. Pred sovražnim taborom so bile konjeniške postojanke. Scipio je poslal lahko oboroženo predhodnico iz čela svoje kolone proti njim, preden je izbral mesto za svoj tabor. Konjenica je bila prisiljena nazaj v svoj tabor. Scipio je postavil svoj tabor. Ponoči je Hasdrubal poslal svoje čete na hrib, ki je imel raven vrh, reko za seboj in strmo brežino spredaj in ob straneh. Pod njim je bilo rahlo nagnjeno nižje območje obdano z grebenom, ki ga je bilo težko preplezati. Naslednji dan so se Rimljani postavili v vrsto, Hasdrubal pa je poslal numidijsko konjenico in lahko oborožene balearske in afriške čete na nižjo ravnino. Scipio je poslal kontingent, da zadrži vhod v rečno dolino, in drugega, da blokira cesto do hriba. Nato se je odpravil proti lahki pehoti na najnižjem robu hriba s svojimi lahko oboroženimi možmi, ki so dan prej razgnali sovražne postojanke. Kljub temu, da je bil skoraj preplavljen s plazom kopij in kamnov ter težavnostjo vzpona, je bil prvi, ki je dosegel vrh nižje ravni in takoj, ko je dosegel ravno površino, je pregnal lahko oboroženega sovražnika, ki so bili strelci in niso bili navajeni boja od blizu. Bili so potisnjeni proti črti na višji ravni hriba. Scipio je razdelil svoje može, naredil premik na levo in poslal ostale, ki jih je vodil Laelius, okoli desne strani hriba, da bi našli manj težaven vzpon. Napadel je desno krilo sovražnika in ga spravil v nered, preden se je lahko obrnil proti njemu. Medtem je Laelius dosegel vrh na drugi strani. Sloni so se prestrašili. Ni bilo prostora za beg, ker so Rimljani blokirali ceste, vrata tabora pa so bila ovirana z begom Hasdrubala in njegovih glavnih častnikov. Sovražnik je bil razbit in izgubil 8.000 mož.
Med obema pisateljema obstaja kronološko neskladje. Polibij je te dogodke postavil v leto 208 pr. n. št., medtem ko jih je Livij postavil v leto 209 pr. n. št. Livij je dejal, da ni hotel verjeti, da je Scipio leta 209 pr. n. št. ostal brez dela. Oba avtorja sta zapisala, da je Scipio zavzel tabor in da je bilo ujetih 10.000 pešcev in 2.000 konjenikov. Livij je dodal, da je domačine poslal domov in prodal afriške ujetnike ter da so ga domači ujetniki pozdravili kot kralja. Polibij je zapisal, da so ga kot kralja pozdravila plemena na tem območju, ki so bila še vedno kartažanski zavezniki in so se zdaj prišla podrediti Rimljanom. Oba sta zapisala, da je rekel, da noče biti imenovan kralj in da želi biti imenovan "imperator" (zmagoviti poveljnik). To kaže, da je bil Scipio zelo cenjen. Po Polibiju je Edeco tukaj izkazal svojo pokornost. Livij je dodal, da je Scipio podaril darila hispanskim poglavarjem in povabil Indibilisa, naj izbere 300 ujetih konj. Eden od afriških ujetnikov se je izkazal za nečaka Masinise, poveljnika numidijskih konjeniških čet, zaveznikov Kartažanov in sina numidijskega kralja. Scipio mu je dovolil, da se vrne k stricu in mu dal spremstvo.
Scipio je menil, da je zasledovanje Hasdrubala tvegano. Mago in drugi Hasdrubal bi se mu lahko pridružili. Poslal je divizijo, da zasede Pireneje in opazuje gibanje Hasdrubala. Po Liviju je preostanek poletja preživel v sprejemanju podreditev lokalnih plemen. Po Polibiju je bila sezona že napredovala in je odšel v Tarraco za zimo. Preživeli fragmenti Polibija o teh dogodkih se tukaj končajo. Pri Liviju, nekaj dni po bitki pri Baeculi, ko se je Scipio spustil iz prelaza Castulo na poti v Tarraco, sta se Hasdrubal Gisko in Mago pridružila Hasdrubalu. Bilo je prepozno. Sklicali so svet, da bi razpravljali o ukrepih za nadaljevanje vojne. Hasdrubal Gisko je menil, da ljudje ob oddaljeni južni obali Hispanije niso vedeli za rimske zmage in so bili še vedno zvesti Kartagini. Moška sta menila, da bi premik njihovih hispanskih čet v najbolj oddaljen kotiček Hispanije ali v Galijo preprečil dezertacije, ki jih je povzročilo Scipionovo velikodušno ravnanje z domačini. Brez čakanja na odobritev kartažanskega senata sta se odločila, da mora Hasdrubal Barka oditi v Italijo, s čimer bi odstranila vse hispanske vojake iz Hispanije in 'daleč onkraj vpliva Scipionovega imena'. Njegova vojska, oslabljena z izgubami in prebegi, naj bi se vrnila v polno moč. Mago naj bi svojo vojsko predal Hasdrubalu Gisku in odšel na Balearske otoke, da bi tam najel plačance. Hasdrubal Gisgo naj bi odšel v Luzitanijo in se izogibal kakršnim koli spopadom z Rimljani. Za Masinisso naj bi se zbrala izbrana sila 3.000 konjenikov, da bi prečkala zahodno Hispanijo in pomagala prijateljskim plemenom ter opustošila sovražna ozemlja. Trije poveljniki so odšli, da bi izvršili svoje naloge.
Po Livijevi kronologiji se zdi, da leta 208 pr. n. št. v Hispaniji ni bilo bojev. Poveljstvo Publija Scipiona in Marka Silana je bilo podaljšano za eno leto, Scipionu pa je bilo ukazano, naj pošlje 50 od 80 ladij, ki jih je pripeljal v Hispanijo ali zajel iz Cartago Nove, na Sardinijo zaradi skrbi, da Kartagina pripravlja pomorske napade na Italijo, Sicilijo in Sardinijo. Livy je nadaljeval svoje poročilo o dogodkih v Hispaniji z opazko, da je Hasdrubalova odprava prenesla breme vojne na Italijo in prinesla olajšanje Hispaniji. Leta 207 pr. n. št. se je "vojna v tej državi nenadoma obnovila, kar je bilo prav tako strašno kot prejšnja." Hasdrubal Gisko se je umaknil v Gades (Cadiz) ob Gibraltarski ožini, Scipio pa je nadzoroval vzhodno obalo. Nov poveljnik, Hanno, je zamenjal Hasdrubala Barco in pripeljal svežo vojsko iz Afrike. Odšel je v Keltiberijo (v vzhodno-osrednji Hispaniji, poleg rimskega ozemlja) in zbral veliko vojsko. Scipio je poslal Silana z 10.000 pešaki in 500 konjeniki proti njemu. Njegov napredek so ovirale slabe ceste in ozki gorski prelazi. Nekateri keltiberski dezerterji so delovali kot vodniki in našel je lokacijo sovražnika. Ko je bil deset milj stran, so mu povedali, da sta ob njegovi cesti dva tabora. Eden na levi je imel 9.000 Keltiberjev, drugi na desni pa Kartažane. Slednji so imeli predstraže in običajne previdnostne ukrepe. Prvi je bil nediscipliniran in slabo varovan. Silanus se je odločil najprej napasti Keltibere in se držal leve, da bi se izognil kartažanskim predstražam.
Silanus je neopaženo prišel 3 mi (5 km) od tabora. Ustavil se je v dolini, kjer ga ni bilo mogoče videti, se pripravil na bitko in napredoval. Sovražnik je bil presenečen. Mago je slišal krike in šel prevzeti poveljstvo nad tem taborom. Glavna keltiberska sila je bila 4.000 mož s ščiti in 200 konjenikov. Mago jih je postavil v ospredje, ostale, ki so bili lahko oboroženi, pa je obdržal kot rezervo. Prišel je iz tabora, vendar je bil ob prečkanju obzidja že plaz kopij. Keltiberci so se ustavili, da bi se jim izognili, in vrgli svoje. Rimljani so prekrivali svoje ščite kot zaščito in se približali, začenši boj z meči. Sovražnik je ugotovil, da je njihova običajna gibljivost in okretnost na neravnem terenu neuporabna. Rimljani so bili namesto tega navajeni na stacionarni boj in njihova edina nevšečnost je bila, da so se njihove vrste včasih prekinile pri premikanju skozi ozke prehode ali grmovje. Tam so se morali boriti posamezno ali v parih. Vendar so te ovire ovirale tudi sovražnikov pobeg. Ko so bili Keltiberci skoraj poraženi, se jim je pridružila kartažanska lahka pehota iz drugega tabora. Oba sta bila poražena. Le 2.000 pešakov in vsa konjenica so pobegnili z Magom skoraj na začetku bitke. Hanno, drugi poveljnik, je bil ujet skupaj s tistimi, ki so se pridružili bitki, ko je bila skoraj končana. Tisti, ki so pobegnili, so dosegli Hasdrubala na območju Gadesa (Cadiz). Novo rekrutirani Keltiberci so se vrnili domov. Zmaga je Keltibercem preprečila, da bi se pridružili Kartagini. Scipio je napredoval v Baetico (območje reke Baetis, današnji Guadalquivir v južni Hispaniji), da bi se soočil s Hasdrubalom Giskom, ki je bil utaborjen na tem območju, da bi si zagotovil zvestobo svojih zaveznikov. Zaradi Scipionovega napredovanja se je vrnil v Gades in nato razdelil svoje sile po različnih mestih za njihovo zaščito.
Ko je Scipio to videl, je poslal svojega brata, Lucija Scipiona, z 10.000 pešaki in 1.000 konjeniki, da napade Orongi, mesto Maessessov in najbogatejše mesto na tem območju. Hasdrubal ga je uporabljal kot svojo bazo za vpade na plemena v notranjosti. Livij je zapisal, da so bili Maessessi pleme Bastetanov. Vendar je to dvomljivo. Lucij Scipio se je utaboril blizu mesta in poslal može, da bi poskušali prepričati meščane, naj se pridružijo Rimljanom. To ni uspelo in zgradil je dvojno obzidje in svojo vojsko razdelil na tri divizije, da bi izmenjeval vojaške naloge. Ko je prva divizija napredovala, je bil boj obupen. Lucij Scipio jo je umaknil in pripeljal drugi dve. Meščani so se umaknili z obzidja in kartažanska garnizija, misleč, da je bilo mesto izdano, je oblikovala kompaktno telo. Meščani, v strahu pred pokolom, če bi se Rimljani prebili, so odprli ena od mestnih vrat, šli ven, držali ščite v primeru napada s kopjem in pokazali prazne desne roke, da bi poudarili, da nimajo mečev. To je bilo napačno razumljeno in bili so napadeni in pobiti, kot da bi bili sovražna vojska. Rimljani so vstopili skozi odprta vrata in razbili druga. Ni bilo prelivanja krvi in ni bilo plenjenja. Sovražnik je izgubil 2.000 mož; Rimljani so izgubili 90. Publius Scipio je zajetje Orongisa štel za tako velik dosežek kot svoje zajetje Cartago Nova. Ko se je bližala zima, se je umaknil iz južne Hispanije, poslal čete v zimske četrti in svojega brata v Rim ter prezimil v Tarracu.
Leta 206 pr. n. št. se je Hasdrubal Gisko, ki ga je Livy opisal kot 'največjega in najbriljantnejšega poveljnika, ki je poveljeval v tej vojni', preselil iz Gadesa, da bi obnovil vojno. Zbral je vojsko s pomočjo Maga, sina Hamilcarj, in imel 50.000 pešcev in 4.500 konjenikov. Livij je opazil, da so nekateri njegovi viri zapisali, da je imel 70.000 pešcev. Hasdrubal in Mago sta se utaborila na široki in odprti ravnini, primerni za bitko blizu mesta, ki ga je Livij imenoval Silpia, Polibij pa Ilipa, 10 milj severno od Hispalisa (Sevilla) in na desnem bregu reke Baetis (Guadalquivir). Scipio je menil, da se ne more soočiti s to veliko vojsko brez svojih domačih pomožnih enot, da bi ustvaril videz večje moči, vendar se ni želel preveč zanašati nanje, če bi spremenili stran, kot se je zgodilo njegovemu stricu. Culchas, ki je imel oblast nad 28 mesti, je obljubil silo pešcev in konjenikov. Marcus Junius Silanus je bil poslan, da jih pripelje. Scipio je marširal iz Tarraca v Castulo, pobirajoč majhne sile od prijateljskih plemen na poti. Tam se mu je pridružil Silanus s Chulcasovimi 3.000 pešci in 500 konjeniki. Njegova celotna vojska je imela 55.000 mož. Livij je zapisal, da je Scipio napredoval, da bi se srečal s sovražnikom, in zavzel položaj blizu Beacule.
Livijevo pisanje daje vtis, da so se spopadi, ki so se razvili v bitko, ki jo je opisal, zgodili pri Baeculi. Vendar to ni bil primer. Livij je zapisal, da so bili kartažanski poveljniki utaborjeni blizu Silpie (Ilipa), ki je bila 130 mi (210 km) bolj zahodno. Livij ni omenil dolgega pohoda teh poveljnikov. Zato ni razlage, zakaj bi Mago in Numidijci (glej spodaj) napadli Scipiona pri Baeculi. Poleg tega je tudi zapisal, da se je sovražnik tam utaboril na ravnem terenu, ki je bil primeren za bitko, medtem ko Baecula ni bila na ravnem terenu in ni bila primerna za vrsto bitke, ki je sledila. V Polibijevem poročilu je Scipio zapustil Castulo s celotno vojsko in "ko se je približal Kartažanom in bil v celoti viden, se je utaboril na nekaterih nizkih hribih nasproti sovražniku." Baecula ni omenjena. Torej, to je moralo biti pri Ilipi in kar sta oba avtorja opisala, je bila bitka pri Ilipi. Po Polibiju je Scipio ugotovil, da je njegov položaj neroden, ker zavezniške čete, ki jih je imel, niso bile dovolj, da bi tvegal bitko in zdelo se je nevarno "zanašati se na podporo zaveznikov v tem, kar je obetalo odločilno bitko." Okoliščine so ga prisilile, da je zaposlil domačine, katerih vloga bi bila, da bi naredili vtis na sovražnika, medtem ko bi dejanski boj bil odvisen od njegovih legij.
Livij je zapisal, da sta Scipiona med taborjenjem napadli Mago in Masinissa z vso svojo konjenico. Polibij je navedel, da je Mago menil, da je ugodno napasti, medtem ko so Rimljani pripravljali svoj tabor in da bo Scipiona ujel nepripravljenega. Vendar je Scipio to predvidel in svojo konjenico, ki je bila enako številčna, postavil pod hrib. Presenečeni so bili tisti, ki so se približali linijam in napadli skupine, ki so kopale rimske jarke. Pri Liviju je bil spopad z drugimi Kartažani, ki so napredovali v redu, dolgo časa neodločen, medtem ko je bil pri Polibiju kartažanski odpor kratek. Po Liviju je lahka pehota prišla iz predstraž in skupine, ki so kopale jarke, so pobrale svoje orožje. Vedno več mož je prihajalo, da bi razbremenilo utrujene vojake. Sovražnik se je umaknil urejeno, a ko so bili še bolj pritisnjeni, so pobegnili. Spopadi med konjenico in lahko pehoto na obeh straneh, da bi preizkusili moč drug drugega, so trajali več dni.
Potem sta se obe strani postavili v boj pred svojim taborom do sončnega zahoda in se nato vrnili v svoj tabor. To sta ponavljali več dni. Ker sta imeli obe strani svoje čete v sredini in domače pomožne enote na krilih, je Scipio menil, da se je predvidevalo, da bo to bojni red. Zato je spremenil postavitev za dan, ko je nameraval boj in postavil Rimljane na krila.
Polibij je bil bolj specifičen. Napisal je, da je Scipio uporabil dve strategiji, obe sta bili sestavljeni iz delovanja v nasprotju s Kartažani. Ena je bila sprememba njegove postavitve, druga pa čas bitke. Hasdrubal je večkrat postavil Afričane v sredino, da bi se uprli Rimljanom in Hispance na krila s sloni pred njimi. Svoje može je postavil pozneje. V premikih pred bitko je Scipio storil enako. Za bitko pa se je postavil ob zori in postavil Rimljane na krila in Hispance v sredino. Ti dve strategiji sta "veliko prispevali k zmagi njegove vojske in porazu sovražnika." Scipio je poslal sporočila svojim častnikom, naj zajtrkujejo, se oborožijo in odkorakajo iz tabora. Po Liviju so bila sporočila dana prejšnji večer, pri Polibiju se je to zgodilo takoj, ko se je zdanilo. Livij je omenil tudi, da so bili konji nahranjeni, opremljeni z uzdami in osedlani, konjenica pa je bila popolnoma oborožena. Scipio je poslal konjenico in lahko pehoto. Pri Polibiju so se približali sovražnikovemu taboru in metali kopja. Po Liviju so napadli sovražnikove predstraže. Scipio je nato napredoval s težko pehoto, ko je sonce vzhajalo. Ko je dosegel sredino ravnine, je svoje može postavil v omenjeni nasprotni vrstni red. Kartažani so komaj imeli čas, da se oborožijo, in so se morali razporediti brez priprave in brez zajtrka. Pri Liviju je sovražna konjenica šla ven, da bi odgovorila na rimski predhodni napad. Pri Polibiju je bila poslana tudi lahka pehota. Nato je bila težka pehota postavljena na ravnem terenu blizu vznožja hriba v običajnem redu.
Boj konjenice je trajal nekaj časa, ne da bi katera koli stran pridobila prednost. Obe strani sta bili izmenično potisnjeni nazaj, se umaknili med svojo pehoto in nato nadaljevali z napadom. Ko sta bili dve pehotni sili 800 kilometrov narazen, je Scipio poklical svojo konjenico in pehota v sredini je odprla prehode, da so lahko šli skozi. Scipio jih je nato razdelil v dve skupini, ki ju je postavil za krili kot rezervo. Bil je čas za pravi boj in ukazal je Hispancem v sredini, naj počasi napredujejo. Razširil je desno krilo, ki mu je poveljeval, na desno in poskrbel, da se je levo krilo razširilo na levo. Z drugimi besedami, krila so bila raztegnjena navzven. Imeli so tri kohorte pehote, tri čete konjenice in lahko pehoto. Lahka pehota in konjenica naj bi se spopadli s sovražnikom, preden bi se dve sredini imeli čas približati. Hitro so jih vodili, medtem ko jim je sredina sledila poševno. Rimska linija se je zaradi počasnejšega napredovanja hispanskih pomožnih enot ukrivila navznoter proti sredini. Do takrat sta bili krili že v boju, sovražnikova sredina z glavno močjo sovražnika, izkušenimi Kartažani in Afričani, pa še ni prišla v doseg. Ni si upala zapustiti svojih linij, da bi pomagala krilom, saj se je bala, da bi bila izpostavljena napredujoči sovražnikovi sredini. Zavezniška krila Kartažanov so bila pod pritiskom kleščastega napada, saj sta se rimska konjenica in lahka pehota obrnili in napadli boke, medtem ko je težka pehota napadala spredaj in jih poskušala ločiti od sredine.
Polibij je podal še druge podrobnosti o Scipionovih manevrih. Rimska pehota je bila neaktivna med neodločenim bojem med lahko pehoto. Scipion je nato postavil lahko pehoto za težko pehoto in pred konje. Izvedel je neposreden čelni napad, toda ko je bil na razdalji štirih stadijev (približno 630–700 metrov), je ukazal sredini, naj nadaljuje z enako hitrostjo in desnemu krilu, naj zavije desno, levemu krilu pa, naj zavije levo. S svojimi krili je hitro napredoval proti sovražnikovim krilom, jih premikal v omenjenih smereh in z lahko pehoto spredaj, ki ji je sledila konjenica in trije manipelji težke pehote. Medtem je sredina napredovala v ravni črti s počasnejšim tempom. Ko se je približal, je padel neposredno na sovražnikova krila. Obe krili sta se obrnili v nasprotni smeri, proti sovražnikovim krilom. Potem sta se lahka pehota in konjenica na čelu desnega krila obrnili desno, težka pehota v zaledju pa levo. Predhodnica je bila namenjena obkolitvi sovražnika, medtem ko je bilo zaledje namenjeno čelnemu napadu. Na levem krilu se je spredaj obrnilo levo, zaledje pa desno. Posledično je desna stran spredaj na obeh krilih postala njihova leva. Scipion je vodil desno krilo, Lucij Marcij in Mark Silan pa sta vodila levo krilo.
Slone so napadli izstrelki konjenice in jih ob bokih nadlegovala lahka pehota. V stiski so povzročili toliko škode kartažanskim krilom kot sovražniku, 'uničili so vse, prijatelje ali sovražnike, ki so jim prišli na pot'. Pehota na krilih je bila razbita. Sredina ni bila koristna, ker niso mogli zapustiti svoje linije, da bi pomagali krilom zaradi napredovanja rimskih domačih pomožnih enot. Hkrati niso mogli učinkovito delovati na svojem položaju, ker se sovražnik pred njimi ni hotel spopasti. Krila so nekaj časa nadaljevala boj, ker je izid bitke bil odvisen od boja na teh dveh straneh. Ko je dan postajal bolj vroč, so Kartažani oslabeli, saj se niso mogli pravilno pripraviti, medtem ko so se najboljše rimske čete spopadale s šibkejšimi sovražnikovimi četami. Kartažani so se sprva umikali korak za korakom, nato pa so se umaknili v skupini in se umaknili do vznožja hriba in ko so Rimljani obnovili pritisk, so pobegnili v neredu v svoj tabor. Nato je začelo tako močno deževati, da so se Rimljani s težavo prebili do svojega tabora. Ohranili so se le štirje fragmenti Polibijevega opisa te bitke in informacije, ki jih imamo od njega, se tukaj končajo.
Livij je tudi zapisal, da bitka ni bila izenačena, ker so se hispanske pomožne enote Kartažanov morale boriti proti Rimljanom in latinskim zaveznikom. Dodal je, da je z napredovanjem dneva moč Kartažanov začela popuščati, ker niso imeli priložnosti zajtrkovati. Scipion je iz tega razloga odložil začetek same bitke. Njegov napad se je začel šele po poldnevu. Bitka je dosegla sredino precej kasneje, tako da so poldanska vročina, napor stanja pod orožjem, lakota in žeja oslabili Kartažane in Afričane, preden so se začeli boriti. Do takrat so sloni bili v paniki in delovanje lahke pehote se je premaknilo s kril v sredino. Oslabljena sredina se je umaknila, ohranjajoč svoje vrste. Ob tem so Rimljani še močneje napadli z vseh strani. Hasdrubal je poskušal zadržati linijo, a so na koncu njegovi možje pobegnili na hrib za njimi in nato v svoj tabor. Tabor bi bil zavzet, če ne bi bilo izrednega naliva. Ponoči so Kartažani dvignili svoje zemeljske utrdbe z lokalnimi kamni. Vendar so njihovi zavezniki začeli dezertirati, začenši z Attenesom, princem Turdetanov, ki so živeli ob južnem bregu reke Baetis. Dve utrjeni mesti sta bili predani Rimljanom z njunimi garnizijami. Strah pred širšimi dezertacijami je Hasdrubala prisilil, da je naslednjo noč premaknil svoj tabor.
Scipio je poslal svojo konjenico v zasledovanje in ji sledil s svojo vojsko. Po nasvetu vodnikov so ubrali krajšo pot ob reki Baetis, da bi ga lahko napadli, če bi poskušal prečkati reko. Ker je bila reka zanj zaprta, je Hasdrubal pohitel proti obali. Rimska konjenica in lahka pehota sta ga upočasnjevali, napadali sta bok in zadnji del njegove vojske, ga prisilili, da se je ustavil, da bi najprej odbil konjenico in nato lahko pehoto, dokler ni pobegnil na najbližje hribe s 6.000 možmi, od katerih so bili mnogi neoboroženi. Ostali so bili ubiti ali ujeti. Kartažani so na vrhu hriba naglo improvizirali utrdbo in Rimljani niso poskušali strmega vzpona. Vendar je bilo območje neplodno in neprimerno za vzdrževanje obleganja. Bilo je veliko dezertacij. Hasdrubal, ki ni bil daleč od obale, je poklical svoje ladje in ponoči pobegnil. Scipio je pustil Marcusa Silianusa, da nadaljuje obleganje z 10.000 pešaki in 1.000 konjeniki, sam pa se je z ostalo silo vrnil v Tarraco. Med potjo je preveril razpoloženje plemenskih poglavarjev, da bi jih lahko nagradil, kot so si zaslužili. Masinissa je sklenil tajni dogovor z Marcusom Silianusom in odšel v Afriko, da bi prepričal svoje ljudi, da prestopijo na stran Rima. Rimu je ostal zvest do konca življenja. Hasdrubal je odplul v Gades z ladjami, ki mu jih je poslal Mago, preostala zapuščena vojska pa se je razšla. Nekateri so prestopili na stran Rima, drugi pa so se razkropili med bližnja plemena. Kartažani so bili izgnani iz Hispanije, Marcus Silianus se je vrnil k Scipionu in poročal, da je vojne konec.
Scipio je iz Tarraca v Cartago Novo opravil prisilni pohod. Nato je odšel v Afriko, da bi sklenil zavezništvo s Sifaksom v pripravah na kampanjo proti Kartagini (v današnji Tuniziji). V Tarracu in Cartago Novi je pustil Marcusa Silianusa in Lucija Marcija. Po sklenitvi pogodbe se je vrnil v Cartago Novo. Menil je, da je prišel čas za kaznovanje Castula in Iliturgija. Prestopila sta na stran Kartagine, ko sta umrla oba Scipiona. Slednji je izdal in usmrtil begunce iz tistih rimskih porazov. Scipio je poslal Lucija Marcija s tretjino sile, da oblega Castulo, sam pa je odkorakal proti Iliturgiju. Oblegal je mesto. Napadi na mestno obzidje so bili večkrat odbiti, vendar je mesto sčasoma padlo. Nekateri afriški dezerterji, ki so zdaj služili Rimljanom, so videli, da je najvišji del mesta, ki je bil zaščiten s strmimi pečinami, ostal nebranjen in neutvrjen. Po pečini so se povzpeli z železnimi kavlji kot stopnicami in vstopili v mesto, ki so ga Rimljani že zavzeli. Zamere so privedle do pokola vseh, vključno z ženskami in otroki. Mesto je bilo požgano in kar ni bilo požgano, je bilo uničeno. Scipio je nato odšel v Castulo, ki so ga branili Iberci iz drugih krajev in ostanki kartažanske vojske. Med Iberci in Kartažani je vladalo nesoglasje. Poveljnik slednjih je izdal mesto in to je preprečilo pokol.20
Lucij Marcij je bil poslan, da nadzoruje tista plemena, ki še niso bila podjarmljena. Prečkal je reko Baetis; dve mesti sta se predali. Vendar pa je bila Astapa kartažanska zaveznica, sovražila je Rimljane in izvajala roparske napade na sosede, ki so bili rimski zavezniki, ter zajemala rimske trgovce. Ko so se Rimljani približali, so meščani zložili svoje najdragocenejše imetje na kup, nanj posadili svoje žene in otroke ter okoli njih naložili drva. Petdeset mož je bilo postavljenih na stražo. Nato so odprli vrata in izvedli izpad. Proti njim je bilo poslanih nekaj konjenikov, ki so bili razbiti. Nato so napadli rimski veterani, vendar je bil sovražnik odločen umreti in ni popustil. Rimljani so razširili svojo linijo in jih obkolili. Meščani so se borili v strnjeni skupini in so bili vsi pobiti. V mestu so ženske in otroke sežgali stražarji, ki so se nato vrgli v ogenj. Po sprejetju predaje preostalih mest se je Lucij Marcij vrnil v Cartago Nova. Prišli so dezerterji iz Gadesa in obljubili, da bodo izdali mesto, kartažansko garnizijo in ladje v pristanišču. Mago je zbral precejšnjo silo. Nekateri so bili pripeljani iz Afrike čez ožino, nekatere pa je pripeljal Hanno iz bližnjih plemen. Scipion je poslal Lucija Marcija z nekaterimi kontingenti lahke pehote in Gaja Laelija z osmimi ladjami.
Scipion je zbolel in širile so se govorice, da je umrl. Mandonij in Indibilis sta pozvala svoje ljudi k uporu, zbrala keltibersko silo in opustošila deželo Suessetanov in Sedetanov, ki so bili rimski zavezniki. Prišlo je do upora rimskih vojakov v taboru blizu Sucra (na današnji reki Jucar, južno od Valencie). Bili so nezadovoljni, ker so bili še vedno v Hispaniji, čeprav se je vojna končala in so zahtevali plačilo. Vojaki so poveljstvo tabora prepustili glavnim vodjem upora, dvema navadnima vojakoma. Ko potrditev Scipionove smrti ni prispela, so vodje zapustili njihovi privrženci. Scipion je poslal sedem častnikov, da sporočijo, da je živ in zdrav. Vojakom so povedali, da je njihova zahteva po plačilu razumna in da jo bodo predložili Scipionu, ki je poslal pobiralce med tributarna plemena, da zberejo denar za to. Scipion je nato poklical vojake v Novo Kartagino, da prejmejo plačilo. Vodje se bili usmrčeni, vojaki pa so bili ukorjeni in nato so prejeli plačilo.
Medtem je Lucij Marcij premagal Hanna, Magovega prefekta, ki je bil poslan iz Gadesa (Cadiz) z majhno silo Afričanov, da najame lokalne plačance in je oborožil 4.000 mladeničev. Hanno je pobegnil. Ladje Gaja Laelija so dosegle Carteio v Gibraltarskem prelivu. Nekateri moški so se ponudili, da predajo Gades, vendar je bila zarota odkrita in Mago jih je aretiral ter jih poslal v Kartagino v konvoju ladij. Ko je ta prečkal Gibraltarsko ožino, ga je Laelij zasledoval. Prišlo je do bitke, ki jo je morski tok naredil kaotično. Štiri kartažanske ladje so bile potopljene in pet jih je pobegnilo v Afriko. Nazaj na kopnem je Laelij izvedel, da je bila zarota odkrita. On in Lucij Marcij sta se strinjala, da izgubljata čas in sta se vrnila v Cartago Nova. Mago je poslal novice o uporu rimskega tabora in ilergetskem uporu v Kartagino in pozval k pomoči za ponovno osvojitev Hispanije.
Mandonij in Indibilis, ki sta se umaknila, sta nadaljevala sovražnosti z 20.000 pešaki in 2.500 konjeniki ter napadla Sedetanijo. Scipion je korakal proti njim in se približal njihovemu taboru, ki je bil v ozki dolini. Poslal je nekaj živine proti njemu in skril konjenico za gorskim grebenom. Ta naj bi napadla, ko bi lahka pehota v spopadu napadla sovražnika. Sovražnik je pohitel, da bi zajel živino. Prišlo je do nekaj spopadov in ko se je začel boj z meči, je prišla konjenica. Izvedel je čelni napad in nekaj konjenikov je obšlo vznožje gore, da bi sovražniku preprečili umik. Prelivanje krvi je bilo večje kot običajno za spopad. Naslednji dan se je sovražnik ob zori postavil v bojni red. Ker je bila dolina ozka, je bil del njihovih mož na pobočju hriba, namesto na ravnini. Boj na ozki fronti je bil bolj prilagojen rimski taktiki. Sovražnikova linija se ni mogla boriti z vso močjo in njihova konjenica je postala neuporabna. Rimska konjenica je bila poslana, da obide hrib, ker ni imela prostora za obkolitev sovražnika. Scipio je hitro vodil napad pehote, da manever ne bi bil opažen. Konjenica je dosegla sovražnikov zadnji del in prišlo je do dveh ločenih bojev, ker ozkost doline ni omogočala povezave. Rimska pehota je premagala sovražnikovo pehoto, ki se ni mogla zanašati na podporo svoje konjenice. Sovražnik je bil pobit in le čete na hribu, ki se niso borile, so uspele pobegniti. Rimljani so izgubili 2.000 mož in 3.000 je bilo ranjenih; 3.000 sovražnikov je bilo zajetih. Indibilis je prosil za milost in obljubil zvestobo, če bi mu bilo drugič prizaneseno. Scipio je odgovoril, da mu bo prizanesel, a če se bo ponovno uprl, bo "občutil težo njegove roke". Naložil mu je odškodnino za plačilo njegovih čet.
Scipio je poslal Marka Silijana v Tarraco in Lucija Marcija v južno Hispanijo. Nato se je pridružil slednjemu, ko se je približeval obali. Scipio je želel iti v Gades, da bi se srečal z Masiniso in z njim sklenil zavezništvo. Lucij Marcij je Masiniso obvestil, da prihaja Scipio. Masinisa je prepričal Maga, naj mu dovoli oditi na celino po plen (takrat je bil Cadiz na otoku). Ko sta se moška srečala, se je Masinisa zahvalil Scipionu, ker je poslal njegovega nečaka domov in obljubil svojo pomoč, če bo Rim poslal Scipiona v Afriko. Menil je, da bi bila Kartagina poražena, če bi se to zgodilo. Scipio se je nato vrnil v Tarraco. Mago je izgubil vse upanje za Hispanijo in se je pripravljal na odhod. Prejel je ukaze iz Kartagine, naj vzame svojo floto v Gadesu v Italijo, zbere vojsko in tam pomaga Hanibalu. Plul je ob obali, izkrcal silo blizu Cartago Nova in oplenil najbližja polja. Nato je svojo floto odpeljal v mesto, misleč, da ga drži le majhna rimska garnizija, in upal na podporo meščanov. Napadel je mestno obzidje. Mestna vrata so se odprla in Rimljani so izbruhnili. Zmedeni sovražnik je pobegnil, bil zasledovan do obale in utrpel velike izgube. Najhitrejši preživeli so se rešili z vkrcanjem na privezane ladje. Posadka je iz strahu, da bi jih zasledovalni sovražnik zajel, potegnila lestve, prerezala vrvi in odšla v temi. Tisti, ki so poskušali plavati do ladij, jih niso mogli videti in so se utopili. Ko se je Mago vrnil v Gades, so mu bila mestna vrata zaprta. Zasidral se je v bližini in se pritoževal. Povedali so mu, da so to storili meščani, ker so bili jezni zaradi plenjenja vojakov, ko so se vkrcali. Mago je poklical mestne uradnike, ki so bili usmrčeni. Nato je odšel na Balearske otoke, da bi tam prezimil. Odgnali so ga prebivalci večjega otoka. Odšel je na manjši otok, ki ni imel močne obrambe, in tam prezimil.

## Vojne upora proti Rimu

### Od poveljnikov s konzulsko močjo do pretorjev kot deželnih guvernerjev
Ko se je Publij Kornelij Scipion Afričan po zmagi leta 206 pr. n. št. vrnil v Rim, je priporočil, naj rimska vojska ostane v Hispaniji, da bi preprečila vrnitev Kartažanov med preostankom Druge punske vojne. Sklenil je zavezništva z lokalnimi plemeni in Rim je imel obveznost, da jih zaščiti. Vendar so ta zavezništva lahko bila šibka in zavezniki so lahko bili nezanesljivi in nepredvidljivi, kot je pokazal upor Indibilisa (glej zgoraj). Zato je nadaljevanje rimske vojaške prisotnosti je bilo potrebno. Po koncu te vojne so se Rimljani odločili ostati v Hispaniji, namesto da bi se umaknili. Dejanja, ki jih je izvedel Scipio Africanus, so postavila temelje za to stalno prisotnost. Ustanovil je stalne garnizije v Tarracu (Tarragona), Cartago Nova (Cartagena) in Gadesu (Cadiz). Ustanovil je kolonijo (naselje) Italica (blizu Santiponce), da bi naselil ranjene rimske veterane. Prav tako je spremenil rimsko vojsko v Hispaniji iz vojske, ki jo je financiral Rim, v samozadostno vojsko. To je storil z vojnim plenom in zbiranjem hrane, oblačil ter drugih zalog od lokalnih plemen, ki so se uprla Rimljanom. Zbral je žito za izvoz, da bi zbral denar za plačilo vojakov in rekviriral hrano in oblačila za vojake. Verjetno so morali biti tudi koraki za spodbujanje nekaterih območij Hispanije k pridelavi žita za Rimljane. Livij je omenil, da ko je Scipio Africanus nekaj let kasneje (ob koncu druge punske vojne) vodil kampanjo v Afriki, je bilo rimskim četam tja poslano žito iz Sicilije in Sardinije (ki sta bili glavni proizvajalki žita), pa tudi iz Hispanije. Verjetno so bila nekatera kmetijska območja usmerjena v pridelavo pridelkov za izvoz v Rim, zlasti v rodovitnih dolinah rek Ebro (v severnem delu vzhodne obale) in Baetis (Guadalquivir) na jugu. Prisotnost rimskih vojakov in trgovcev je morala sprožiti proces romanizacije. Uvoženi so bili novi izdelki in tehnološke inovacije. Sprva so se omenjene rekvizicije dogajale ad hoc. Kasneje so bile razširjene na vsa plemena na rimskem ozemlju in so se razvile v obliko obdavčitve. Trije Scipioni, ki so vodili rimske kampanje v Hispaniji, so neodvisno vodili zadeve za Rim, v skladu z zahtevami vojne. Sedem let je Rim pošiljal vojaške poveljnike z neurejenim ustavnim položajem v Hispanijo (glej naslednji odstavek). Ko so bili guvernerji, navidezno pod nadzorom rimskega senata postavljeni, je imel senat nad njimi malo nadzora zaradi velike razdalje. Hispanija je ostala v veliki meri neodvisno upravljana s strani mož na terenu. To je pustilo Hispanijo v rokah guvernerjev in uradnikov, ki so bili neizkušeni zaradi pomanjkanja znanja o provincah in njihovih lokalnih ljudeh ter zaradi kratkega trajanja njihovih funkcij. To je privedlo do zlorab, izkoriščanja in nadlegovanja lokalnih prebivalcev. Senat je to poskušal rešiti, vendar mu ni uspelo. V veliki meri nenadzorovani rimski uradniki in podjetniki so postali pohlepni, saj so lokalni viri ponujali priložnosti za obogatitev. To je bilo gojišče nezadovoljstva in upora.
Leta 205 pr. n. št., po vrnitvi Scipiona Africanusa v Rim, sta bila Lucius Cornelius Lentulus in Lucius Manlius Acidinus poslana v Hispanijo s prokonzularno močjo "brez magistrature" ("sine magistratus", brez opravljanja javne funkcije promagistrat). To je bila ustavna posebnost. Običajni guvernerji rimskih ozemelj so bili bodisi pretorji, propretorji ali prokonzuli. Slednji so bili pretorji ali konzuli, ki so jim bila dodeljena guvernerstva po njihovem letu na položaju in/ali katerih imperij (moč poveljevanja vojski) je bil podaljšan – funkcije konzulov in pretorjev so podeljevale moč poveljevanja vojski. Zato sta bila Lentulus in Acudinus poslana v Hispanijo, ne da bi opravljala običajno javno funkcijo, vendar jima je bila podeljena prokonzularna moč, da bi lahko poveljevala vojskam v Hispaniji. To je rimskemu ozemlju v Hispaniji dalo nekoliko neuraden status. Moška sta imela le status vojaških poveljnikov. Način njunega imenovanja ni znan. Ta ustavna nenavadnost se je nadaljevala sedem let, do leta 197 pr. n. št., ko sta bili v Hispaniji ustanovljeni dve provinci in sta bili dodeljeni dvema pretorjema po običajnem postopku. Zdi se, da je Rim morda improviziral, ko je obdržal to novo ozemlje in da sta bila status in oblika uprave urejena po sedmih letih. Cornelius Lentulus in Manlius Acidinus sta ostala v Hispaniji nenavadno dolgo. Livij je zapisal, da je bilo njuno poveljstvo podaljšano leta 202 pr. n. št. Ne omenja, kakšni so bili dogovori za prejšnji dve dodatni leti. Verjetno sta bila oba moška poslana brez jasnega roka trajanja in to je bilo preučeno, ko sta bila tam že kar nekaj časa. Leta 201 pr. n. št. je bilo vprašanje, kdo naj ju nadomesti, predloženo ljudski skupščini. To je bil nenavaden postopek in je bil verjetno način, kako dati mandat ljudem, ki so bili poslani v Hispanijo brez (izvoljene) javne funkcije. Razlog, zakaj se je ta nepravilni sistem nadaljeval, prav tako ni znan. Nadomestil naj bi ju le en moški, ki naj bi tja odpeljal legijo in 15 kohort. Odhajajoči prokonzuli naj bi domov pripeljali veterane, ki so dolgo časa preživeli v Hispaniji. Livij ni povedal, kakšen je bil izid glasovanja. Le Lentulus se je vrnil v Rim. Prišel je leta 200 pr. n. št. V kasnejšem odlomku je Livij zapisal, da je bil leta 200 pr. n. št. Gaius Cornelius Cethegus propraetor v Hispaniji in je premagal sovražno silo na ozemlju Sedetanov in 15.000 sovražnikov je umrlo. Vprašanje zamenjave za Acidinusa je bilo predloženo ljudski skupščini leta 200 pr. n. št. Gnaeus Cornelius Blasio in Lucius Titus Stertinius sta bila izbrana in poslana v Hispanijo leta 199 pr. n. št. Acidinus se je vrnil v Rim leta 199 pr. n. št. Ideja, da bi bil v Hispaniji zadolžen le en moški, je bila morda povezana z dejstvom, da je bil Hanibal poražen leto prej in da je bilo s koncem druge punske vojne treba demobilizirati rimske vojske (zlasti v Italiji) in odpustiti veterane. Leta 199 pr. n. št. je bil pretor Gaius Sergius zadolžen za organizacijo razdelitve zemlje vojakom, ki so dolgo let služili na Siciliji, Sardiniji in v Hispaniji. Ni nam povedano, zakaj se ta načrt, da bi bil zadolžen le en moški, ni uresničil in zakaj je Acidinus ostal. Prav tako leta 199 pr. n. št. so prebivalci mesta Gades (Cadiz) v Hispaniji prosili, naj v njihovo mesto ne pošiljajo prefekta in to jim je bilo odobreno (leta 206 pr. n. št. so Rimljani sklenili pogodbo z Gadesom, v kateri je bilo dogovorjeno, da bo rimski centurion deloval kot rimski prefekt v mestu).
Leta 198 pr. n. št. se je število rimskih pretorjev povečalo s štirih na šest, ker je bilo odločeno ustanoviti dve novi provinci: Hispania Citerior (Prednja Hispanija) in Hispania Ulterior (Zadnja Hispanija). Glavni mesti sta bili Tarraco (Tarragona) in Curdoba (Córdoba). Vodila naj bi ju pretorja, pretorja za leto 197 pr. n. št., Gaius Sempronius Tuditanus in Marcus Helvius, pa sta bila poslana v Hispania Citerior oziroma Ulterior. Vsakemu je bilo dodeljenih 8.000 latinskih pešakov in 400 konjenikov, da bi nadomestili stare vojake, ki so bili poslani domov. Dobila sta tudi nalogo, da določita mejo med obema provincama. Razvile so se težave, saj je prišlo do obsežnega vojaškega gibanja. Pozno v letu je izbruhnila vojna v Hispania Ulterior. Helvius je Rim obvestil o dveh sočasnih, a neodvisnih uporih dveh poglavarjev na območju reke Baetis (Guadalquivir), Culchasa in Luxiniusa. Prvega je podpiralo 15 utrjenih mest, drugega pa dve močni mesti, Carmo (Carmona) in Bardo, Malacini in Sexetani (z obale na jugovzhodu) in Baeturia (območje med rekama Baetis in Guadiana). Drugi narodi še niso razkrili svojih namenov, a so se kmalu pridružili uporu. Senat ni sprejel takojšnjih ukrepov, ampak se je odločil, da bodo novi pretorji po izvolitvi na prihajajočih volitvah prosili za navodila. Konec leta, kmalu po izvolitvi novih konzulov in pretorjev, je prispela novica, da je bila vojska Gaja Sempronija Tuditana poražena v Hispaniji Citerior in da je bil pretor smrtno ranjen. Ni zapisa o tem, kaj se je zgodilo v Hispaniji Ulterior.
Leta 196 pr. n. št. je bila Hispania Ulterior dodeljena Kvintu Fabiju Buteu, Hispania Citerior pa Kvintu Minuciju Termu (konzul 193 pr. n. št.). Vsakemu je bila dodeljena po ena legija ter po 4.000 pešakov in 300 konjenikov iz latinskih zaveznikov. Naročeno jima je bilo, naj odideta čim prej. Kvint Minucij je zmagal v bitki proti poveljnikoma Budaresu in Baesadinesu, v kateri je bilo ubitih 12.000 sovražnikov, Budares pa je bil ujet. Hkrati sta se Gnej Kornelij Blazij in Lucij Stertinij (moška, ki sta bila prokonzula v Hispaniji leta 198 pr. n. št.) vrnila iz Hispanije Ulterior oziroma Citerior. Prvemu je bila podeljena ovacija (manjše praznovanje zmage) in je prinesel velike količine srebra in zlata iz plena vojne. Drugi ni prosil za triumf, dal je veliko srebra iz svojega plena v zakladnico in preostanek uporabil za postavitev dveh slavolokov s pozlačenimi kipi. Nimamo podrobnosti o vojaških spopadih teh dveh mož.

### Pohod Marka Porcija Katona (Starejšega)
Konec leta 196 pr. n. št. je bilo odločeno, da je zaradi vojne v Hispaniji potreben konzul s konzularno vojsko dveh legij ter 15.000 latinskih pešakov in 800 konjenikov, prepeljanih z 20 ladjami. Hispanija je bila dodeljena Katonu Starejšemu. Pretorja Apij Klavdij Nero in Publij Manlij sta dobila Hispanijo Ulterior oziroma Citerior, slednji pa naj bi bil pomočnik konzula. Dovoljeno jima je bilo zbrati po 2.000 pešakov in 200 konjenikov, ki bi se pridružili legiji, ki jo je imel vsak od njunih predhodnikov v Hispaniji. Iz Hispanije Citerior je prispela depeša Kvinta Minucija Terma, pretorja, ki je sporočal, da je premagal sovražna poveljnika Budarja in Baesadinesa blizu mesta Turda, da je bil prvi ujet in da je sovražnik izgubil 12.000 mož. Nimamo zapisa o tem, kaj se je zgodilo v Hispaniji Citerior leta 196 pr. n. št.
Leta 195 pr. n. št. je Katon odplul v Rodo (današnji Rosas, ob Pirenejih), pristanišče Masilijcev (ljudje grškega mesta Masalija, Marseille, ki so bili prijatelji Rima) in izgnal hispansko garnizijo, ki je držala utrdbo. Nato se je izkrcal v Emporijah (ali Ampurias, bližnje starodavno mesto), pristanišču, kjer sta bili dve naselji, eno (zavezniških) Grkov in eno domačinov. Tam je ostal tri dni, da bi zbral obveščevalne podatke in začel uriti svoje čete. Redemptorje (rimske trgovce, ki so sledili vojski) je poslal nazaj v Rim, rekoč, da se "vojna hrani sama" in ob odhodu iz Emporij je opustošil sovražnikova polja v času, ko je bilo žito pripravljeno za mlatev in razširil "teror in beg v vse smeri".
Medtem je bil Marcus Helvius, pretor Hispanije Ulterior za leto 198 pr. n. št., na poti iz te province v Katov tabor s spremstvom 6.000 mož, ki jih je poslal Appius Claudius Nero (pretor te province za to leto, 195 pr. n. št.). V Hispaniji je ostal, potem ko je leta 196 pr. n. št. predal svoje pretorsko mesto Quintusu Minuciusu Thermusu zaradi "dolge in nevarne bolezni". Na poti je naletel na veliko silo 20.000 Keltibercev in jo premagal blizu neimenovanega mesta Iliturgi. Sovražnik je izgubil 12.000 mož, mesto je bilo zavzeto in vsi odrasli moški so bili ubiti. Marcus Helvius je nato dosegel Katov tabor, poslal spremstvo nazaj v Hispanijo Ulterior in se vrnil v Rim le dva meseca po vrnitvi svojega naslednika (Quintusa Minuciusa). Dodeljena mu je bila ovacija (manjše praznovanje zmage) namesto triumfa (obsežno praznovanje), ker se je boril pod jurisdikcijo drugega poveljnika in se je vrnil v Rim dve leti po izteku svojega mandata. Prinesel je nazaj znatne količine srebrnikov in nekovanega srebra. Quintus Minucius je praznoval triumf in prinesel nazaj veliko večje količine srebrnikov in nekovanega srebra.
Ilergeti, na severu Hispanije Citerior, zvesto pleme, so bili napadeni. Poslali so tri odposlance, da bi prosili za rimsko pomoč. Katon ni želel razdeliti svoje vojske, da bi jim pomagal, ker je bila sovražnikova sila blizu in se je bližala bitka. Ker so bili odposlanci v stiski, jim je povedal, da jim bo pomagal in se pretvarjal, da je za to vkrcal 3.000 vojakov. Ambasadorji so bili zadovoljni in so odšli. Katon je izkrcal svoje može in se umaknil v zimske tabore 3 mi (5 km) od Emporije. Poslal je svoje čete, da bi opustošile sovražnikova polja, jih je ponoči marširal, da bi prehodili čim večjo razdaljo in presenetili sovražnika ob zori. To je bilo zato, da bi utrdil svoje sveže nabornike. Sovražnik si ni upal zapustiti svojih utrdb.
Katon se je nato odločil napasti sovražnikov tabor, odšel je ob polnoči, spet da bi presenetil sovražnika. Obšel je zadnji del tabora, ob zori postavil svoje može v vrsto in poslal tri kontingente na taboriščno obzidje. Sovražnik je bil presenečen, da so bili Rimljani za njihovo linijo. Katon je ukazal kontingentom, naj se umaknejo, da bi zvabili sovražnika iz tabora v zasledovanje. To je delovalo, in ko so se oblikovali v vrste, je Katon razporedil konjenico s kril. Vendar so bili tisti na desnem krilu odbiti in njihov umik je povzročil paniko v pehoti. Katon je ukazal dvema izbranim kontingentom, naj obideta sovražnikovo desno stran, tako da so se pojavili na njihovem zadnjem delu, preden se je pehota vključila. To je bitko naredilo bolj izenačeno, ker je moral sovražnik paziti tudi na svoj zadnji del. Kljub temu sta pehota in konjenica desnega krila postali tako malodušni, da sta se začeli umikati, kar je Rimljanom otežilo držanje linije. Levo krilo je potisnilo sovražnika nazaj in kontingenti na njihovem zadnjem delu so povzročali paniko. Začel se je boj z meči. Ko so se čete utrudile, je Katon poklical rezervo in fronta se je preoblikovala. Sovražnikova linija je bila prekinjena in pobegnili so proti svojemu taboru. Katon je zdaj vključil drugo legijo. Rimljani niso mogli doseči obzidja zaradi kamnov in kopij, ki so jih metali nanje. Katon je videl, da so leva vrata tabora slabo branjena in tja poslal drugo legijo. Prebila se je in veliko sovražnikov je bilo ubitih.
Po bitki je Katon svojim možem dovolil nekaj ur počitka, nato pa je opustošil polja na območju, ki je prisilila domačine v Emporiah in tiste, ki so tam poiskali zatočišče, da se predajo. Katon jim je dovolil, da se vrnejo domov, nato pa se je odpravil v Tarraco (Tarragona). Vse skupnosti na poti so se predale in ko je prispel tja, je bila vsa Hispanija severno od reke Ebro podjarmljena. Vendar pa so se med plemeni v gorah razširile lažne govorice, da želi marširati na Turdetanijo in da je že na poti. Sedem utrdb Bergistanov (ki so živeli na severu Hispanije Citerior) se je uprlo. Bili so podjarmljeni brez resnejših bojev. Katon se je vrnil v Tarraco, vendar so se ponovno uprli in tokrat, ko jih je ponovno premagal, je vse prodal v suženjstvo, da bi preprečil nadaljnje upore.
Medtem je pretor Publius Manlius z vojsko, ki jo je prevzel od Quintusa Minuciusa, vkorakal v Turdetanijo in se združil s silami, ki jih je imel drugi pretor, Appius Claudius Nero, v Hispaniji Ulterior. Razlog, zakaj bi Manlius, ki je bil poslan v Hispanijo Citerior kot konzularni pomočnik, vodil kampanjo v Hispaniji Ulterior in prevzel poveljstvo nad četami pretorja druge province, je nejasen. Poleg tega omenjena govorica o rimskem napadu na Turdetanijo morda ni bila neutemeljena in morda je prišlo do napake glede tega, kdo naj bi jo vodil in katero od obeh Turdetanij (glej opombo 78) naj bi napadel. Turdetani so veljali za najmanj bojevito pleme in so bili zlahka premagani. Vendar so najeli 10.000 keltiberskih plačancev. Medtem je Katon , zaskrbljen zaradi vstaje Bergistanov in morebitnih uporov drugih plemen, razorožil vsa ljudstva severno od Ebra. To je povzročilo ogorčenje. V enem dnevu je porušil obzidja vseh mest. Vsa razen enega (Segestica, ki je bila zavzeta z naskokom) so se predala. Publius Manlius, ki je imel težave s keltiberskimi plačanci, je prosil Katona za pomoč. Katon je ugotovil, da so Turdetani in Keltiberci v ločenih taborih. Patrulje prvih so bile poražene v spopadih. Katon je nato poslal tri častnike Keltibercem, da jim ponudijo tri možnosti: da prejmejo dvojno plačilo od Rimljanov, da se vrnejo domov z zagotovilom, da ne bo povračilnih ukrepov, ali da določijo datum in kraj bitke. Keltiberci se niso mogli odločiti. Cato je poslal kontingente, da plenijo polja na območju, ki še ni bilo napadeno. Nato je odkorakal v Segestijo (Siguenza), ker je slišal, da je tam ostala prtljaga Keltibercev. Ker se Keltiberci še vedno niso premaknili, se je z spremstvom vrnil k Ebru, celotno vojsko pa je pustil v pretorjevem taboru.
Cato je s svojo majhno silo zavzel več mest. Sedetani, Ausetani in Suessetani blizu reke Ebro so prešli na njegovo stran. Lancetani, ki so se bali povračilnih ukrepov plemen, ki so jih napadli, medtem ko je bil Katon odsoten, so ostali oboroženi. Zaradi tega vedenja jih je Katon napadel. Svoje može je ustavil manj kot 800 metrov od enega od njihovih mest. Pustil je nekaj kontingentov, da varujejo tabor in z ostalimi napredoval okoli druge strani mesta. Poslal je svoje domače pomožne čete, ki so bili večinoma Suessetani (zdaj zavezniki), da napredujejo do mestnega obzidja. Ko so jih Lancetani prepoznali in se spomnili, da so pogosto plenili njihova polja, so odprli mestna vrata in se pognali proti njim. Katon je s svojo silo vstopil v mesto skozi odprta vrata, ki jih je sovražnik pozabil zapreti. Lancetani so se morali predati.
Katon je nato odšel v mesto Vergium, ki je bilo zatočišče razbojnikov, ki so plenili mirne okraje. Vodja mesta, Vergestanus je zanikal kakršno koli vpletenost z njimi. Razbojniki so zavzeli mesto. Katon mu je rekel, naj se vrne v mesto, si izmisli izgovor za svojo odsotnost in nato zavzame citadelo, medtem ko bodo Rimljani razbojnike zaposlovali s svojim napadom. Razbojniki so se znašli pred dvojno grožnjo rimskega napada in zavzetja citadele. Katon je zavzel mesto in ukazal, naj se ljudje v citadeli in njihovi sorodniki osvobodijo in obdržijo svojo lastnino. Preostali meščani so bili prodani v suženjstvo. Razbojniki so bili usmrčeni. Po umiritvi province je Katon učinkovito organiziral delovanje rudnikov železa in srebra. To je prineslo precejšnje prihodke in obogatilo provinco. Nato se je vrnil v Rim.

### Nadaljevanje odpora
Katon je trdil, da je umiril Hispanijo. Vendar pa je leto po njegovi vrnitvi v Rim prišlo do resnejših uporov. Tako je bila resničnost na terenu drugačna in ker je bila Hispanija daleč, je bil senat morda slabo obveščen o tamkajšnjih razmerah. Katonova dejanja so dejansko posejala seme za nadaljnje upore. Njegova stroga roka je povzročila zamer. Poleg tega je še naprej spodbujal kmetijsko proizvodnjo za oskrbo rimske vojske. To je nekatere plemena na rimskih ozemljih spremenilo iz pastirskih in nomadskih ali polnomadskih družb v ustaljene kmetijske. Mnogi mladi, ki so izgubili svoj tradicionalni vojaški življenjski slog, so postali najemniki, pomožni vojaki za rimsko vojsko, razbojniki ali uporniki. Zunaj rimskega ozemlja so se bali morebitnega rimskega vdora v notranjost. To je bilo plodno ozemlje za upore.
Leta 194 pr. n. št. sta bila pretorja Publius Cornelius Scipio Nasica in Sextus Digitus dodeljena Hispaniji Ulterior oziroma Citerior. Sextus Digitus se je "boril v bitkah, številnih, a ne pomembnih, s plemeni, ki so se v velikem številu uprla po odhodu Marka Katona." Izgubil je polovico svoje vojske. Celotna Hispanija bi se uprla, če Scipio Nasica ne bi zmagal v mnogih bitkah južno od reke Ebro, kar je povzročilo predajo 50 mest. Naletel je na veliko tolpo luzitanskih razbojnikov, ki so se vračali domov iz plenjenja Hispanije Ulterior in nosili svoj plen. To je bilo blizu mesta Ilipa (Alcala del Rio, blizu Seville). Njegova sveža in kompaktna sila se je borila proti dolgi koloni, ki so jo ovirale številne tovorne živali in je bila utrujena od dolgega pohoda. Sprva so Luzitanci Rimljane zmedli. Nato je bitka postala bolj izenačena in na koncu so Rimljani zmagali in preganjali begunce. Luzitanci so izgubili 12.000 mož in 140 mož, predvsem konjenikov, je bilo ujetih. Rimljani so izgubili 73 mož.
Leta 193 pr. n. št. sta bila pretorja Gaius Flaminius in Marcus Fulvius Nobilitor dodeljena Hispaniji Citerior oziroma Ulterior. Gaius Flaminius je bil veteran, ki se je boril v Hispaniji med drugo punsko vojno. Zaradi dogodkov prejšnjega leta so nekateri prijatelji Gaju Flaminiusu povedali, da je v Hispaniji izbruhnila velika vojna. Malo je zaupal četam Sextusa Digitusa in je prosil senat, naj mu da legijo iz Rima, da dopolni prestrašeni ostanek te vojske, poleg sile, ki jo je smel zbrati. To bi mu dalo skupno 6.200 pešcev in 300 konjenikov, kar je menil za zadostno za nadaljevanje kampanje. Senat je zavrnil, rekoč, da ne more sprejemati odlokov na podlagi govoric, ki so jih izumili zasebniki, da bi ugajali uradnikom. Sprejel bi le poročila častnikov v Hispaniji. Dodal je, da bi v primeru izrednih razmer v Hispaniji moral zbrati izredne čete zunaj Italije. Gaius Flaminius je odplul na Sicilijo, da bi izvedel nabor.
Nato, na poti v Hispanijo, ga je nevihta odnesla v Afriko in rekrutiral je veterane, ki so se tam naselili po drugi punski vojni. Dvema kontingentoma iz Sicilije in Afrike je dodal še enega iz Hispanije. Ko je prispel v Hispanijo, je ugotovil, da je bilo poročilo pretirana. Ta ustavna nenavadnost se je nadaljevala sedem let, do leta 197 pr. n. št., ko sta bili v Hispaniji ustanovljeni dve provinci in sta bili dodeljeni dvema pretorjema po običajnem postopku. Zdi se, da je Rim morda improviziral, ko je obdržal to novo ozemlje in da sta bila status in oblika uprave urejena po sedmih letih. Cornelius Lentulus in Manlius Acidinus sta ostala v Hispaniji nenavadno dolgo. Livij je zapisal, da je bilo njuno poveljstvo podaljšano leta 202 pr. n. št. Ne omenja, kakšni so bili dogovori za prejšnji dve dodatni leti. Verjetno sta bila oba moška poslana brez jasnega roka bivanja in to je bilo preučeno, ko sta bila tam že kar nekaj časa. Leta 201 pr. n. št. je bilo vprašanje, kdo naj ju nadomesti, predloženo ljudski skupščini. To je bil nenavaden postopek in je bil verjetno način, kako dati mandat ljudem, ki so bili poslani v Hispanijo brez (izvoljene) javne funkcije. Razlog, zakaj se je ta nepravilni sistem nadaljeval, prav tako ni znan. Nadomestil naj bi ju le en moški, ki naj bi tja odpeljal legijo in 15 kohort. Odhajajoči prokonzuli naj bi domov pripeljali veterane, ki so dolgo časa preživeli v Hispaniji. Livij ni povedal, kakšen je bil izid glasovanja. Le Lentulus se je vrnil v Rim. Prišel je leta 200 pr. n. št. V kasnejšem odlomku je Livij zapisal, da je bil leta 200 pr. n. št. Gaius Cornelius Cethegus propretor v Hispaniji in je premagal sovražno silo na ozemlju Sedetanov in 15.000 sovražnikov je umrlo. Vprašanje zamenjave za Acidinusa je bilo predloženo ljudski skupščini leta 200 pr. n. št. Gnaeus Cornelius Blasio in Lucius Titus Stertinius sta bila izbrana in poslana v Hispanijo leta 199 pr. n. št. Acidinus se je vrnil v Rim leta 199 pr. n. št. Ideja, da bi bil v Hispaniji zadolžen le en moški, je bila morda povezana z dejstvom, da je bil Hanibal poražen leto prej in da je bilo s koncem druge punske vojne treba demobilizirati rimske vojske (zlasti v Italiji) in odpustiti veterane. Leta 199 pr. n. št. je bil pretor Gaius Sergius zadolžen za organizacijo razdelitve zemlje vojakom, ki so dolgo let služili na Siciliji, Sardiniji in v Hispaniji. Ni nam povedano, zakaj se ta načrt, da bi bil zadolžen le en moški, ni uresničil in zakaj je Acidinus ostal. Prav tako leta 199 pr. n. št. so prebivalci mesta Gades (Cadiz) v Hispaniji prosili, naj v njihovo mesto ne pošiljajo prefekta in to jim je bilo odobreno (leta 206 pr. n. št. so Rimljani sklenili pogodbo z Gadesom, v kateri je bilo dogovorjeno, da bo rimski centurion deloval kot rimski prefekt v mestu).
Leta 198 pr. n. št. se je število rimskih pretorjev povečalo s štirih na šest, ker je bilo odločeno, da se ustanovita dve novi provinci: Hispanija Citerior (Prednja Hispanija) vzdolž večine vzhodne obale (območje, ki ustreza sodobni Valenciji, Kataloniji in delu Aragonije) in Hispanija Ulterior (Zadnja Hispanija) na jugu, ki ustreza sodobni Andaluziji. Glavni mesti sta bili Tarraco (Tarragona) in Curdoba (Córdoba). Voditli naj bi ju pretorji in pretorja za leto 197 pr. n. št., Gaius Sempronius Tuditanus in Marcus Helvius, sta bila poslana v Hispanio Citerior oziroma Ulterior. Vsakemu je bilo dodeljenih 8.000 latinskih pešakov in 400 konjenikov, da bi nadomestili stare vojake, ki so bili poslani domov. Dobila sta tudi nalogo, da določita mejo med obema provincama. Razvile so se težave, saj je prišlo do obsežnega vojaškega gibanja. Pozno v letu je izbruhnila vojna v Hispaniji Ulterior. Helvius je Rim obvestil o dveh sočasnih, a neodvisnih uporih dveh poglavarjev na območju reke Baetis (Guadalquivir), Culchasa in Luxiniusa. Prvega je podpiralo 15 utrjenih mest, drugega pa dve močni mesti Carmo (Carmona) in Bardo, Malacini in Sexetani (z obale na jugovzhodu) ter Baeturia (območje med rekama Baetis in Guadiana). Drugi narodi še niso razkrili svojih namer, vendar naj bi se kmalu pridružili uporu. Senat ni sprejel takojšnjih ukrepov, ampak se je odločil, da bodo novi pretorji po izvolitvi na prihajajočih volitvah zaprosili za navodila. Konec leta, kmalu po volitvah novih konzulov in pretorjev, je prispela novica, da je bila vojska Gaja Sempronija Tuditana poražena v Hispaniji Citerior in da je bil pretor smrtno ranjen. Ni zapisa o tem, kaj se je zgodilo v Hispaniji Ulterior.
Leta 196 pr. n. št. je bila Hispania Ulterior dodeljena Quintusu Fabiusu Buteu, Hispania Citerior pa Quintusu Minuciusu Thermusu (konzul 193 pr. n. št.)|. Vsakemu je bila dodeljena po ena legija ter po 4.000 pešakov in 300 konjenikov iz latinskih zaveznikov. Naročeno jima je bilo, naj odideta čim prej. Quintus Minucius je zmagal v bitki proti poveljnikoma Budaresu in Baesadinesu, v kateri je bilo ubitih 12.000 sovražnikov, Budares pa je bil ujet. Hkrati sta se Gnaeus Cornelius Blasio in Lucius Stertinius (moža, ki sta bila prokonzula v Hispaniji leta 198 pr. n. št.) vrnila iz Hispanije Ulterior oziroma Citerior. Prvemu je bila podeljena ovacija (manjše praznovanje zmage) in prinesel je velike količine srebra in zlata iz plena vojne. Drugi ni prosil za rimski triumf triumf, veliko količino srebra iz svojega plena je dal v zakladnico in preostanek uporabil za postavitev dveh lokov s pozlačenimi kipi. Nimamo podrobnosti o vojaških spopadih teh dveh mož.

## Prva keltiberska vojna (181–179 pr. n. št.)
Leta 181 pr. n. št. je bilo poveljstvo pretorjev iz prejšnjega leta, Publija Manlija (ki je bil Katov namestnik leta 195 pr. n. št.) in Kvinta Fulvija Flaka, podaljšano. Dodeljena sta bila Hispaniji Ulterior oziroma Citerior. Prejela sta okrepitve v višini 3.000 rimskih in 6.000 zavezniške pehote in 200 rimske ter 300 zavezniške konjenice. V Hispaniji Citerior je izbruhnila resna vojna. Keltiberci so zbrali 35.000 mož. Livij je zapisal: 'komaj kdaj prej niso zbrali tako velike sile'. Kvint Fulvij Flak je zbral toliko pomožnih čet od prijateljskih plemen, kolikor je le mogel, vendar je bilo njegovo število manjše. Odšel je v Carpetanijo (v osrednji Hispaniji), zavzel mesto Aebura (Talavera de la Reina, v zahodnem delu province Toledo; bilo je na robu ozemlja plemena Vettonov). Kvint Fulvij je nato korakal skozi Carpetanio in odšel v Contrebio (Contrebia Belaisca blizu Botorrite, v provinci Zaragoza). Meščani so poslali po keltibersko pomoč, vendar so jih zadržale poplave. Pretor je zavzel mesto in močno deževje ga je prisililo, da je svojo vojsko odpeljal v mesto. Po poplavah so prispeli Keltiberci, niso videli rimskega tabora in so bili presenečeni, ko je rimska vojska prišla iz mesta. Izgubili so 12.000 mož, 5.000 mož in 400 konj pa je bilo ujetih. Kvint Fulvij je nato korakal skozi keltibersko ozemlje, opustošil podeželje in zavzel številne utrdbe, dokler se Keltiberci niso predali. V Hispaniji Ulterior se je pretor Publij Manlij uspešno boril proti Luzitancem.
Leta 180 pr. n. št. sta bila pretorja Tiberij Sempronij Grakh in Lucij Postumij Albin dodeljena Hispaniji Citerior oziroma Ulterior. Glasniki so prinesli novice o keltiberski predaji in zahtevali, da se Kvintu Fulviju Flaku dovoli vrnitev vojske. Livij je zapisal, da je bilo to nujno, ker so bili vojaki odločeni, da se vrnejo domov, in zdelo se je nemogoče, da bi jih dlje zadržali v Hispaniji. Možna je bila tudi vstaja. Tiberij Grakh je temu nasprotoval, ker ni želel izgubiti veteranov in imeti vojske neizkušenih in nediscipliniranih rekrutov. Dosežen je bil kompromis. Grakhu je bilo ukazano, naj zbere dve legiji (vsaka po 5.200 pešakov, vendar le skupno 400 konjenikov namesto običajnih 600) in dodatnih 1.000 pešakov, 50 konjenikov ter 7.000 latinskih pešakov in 300 konjenikov (skupno 18.400 pešakov in 750 konjenikov).
Flaku je bilo dovoljeno, da domov pripelje veterane, ki so bili poslani v Hispanijo pred letom 186 pr. n. št., medtem ko so morali tisti, ki so prispeli po tem datumu, ostati. Lahko je pripeljal več kot 14.000 pešakov in 600 konjenikov. Ker je njegov naslednik zamujal, je Flak začel tretjo kampanjo proti Keltibercem, ki se niso predali in pustošil bolj oddaljeni del Keltiberije. To jih je spodbudilo, da so na skrivaj zbrali vojsko. Načrtovali so napad na Manlijev prelaz, skozi katerega bi morali Rimljani preiti. Vendar mu je bilo ukazano, naj svojo vojsko pripelje v Tarraco (Tarragona), kjer naj bi Tiberij Grakh razpustil staro vojsko in vključil nove čete. Grakh naj bi kmalu prispel. Flak je moral opustiti svojo kampanjo in se umakniti iz Keltiberije. Keltiberci so mislili, da beži, ker je izvedel za njihov upor in so nadaljevali s pripravo pasti na Manlijevem prelazu. Ko so Rimljani vstopili v prelaz, so bili napadeni z obeh strani. Kvint Fulvij je zmagal v težki bitki. Keltiberci so izgubili 17.000 mož; 4.000 mož in 600 konj je bilo ujetih; umrlo je 472 Rimljanov, 1.019 latinskih zaveznikov in 3.000 domačih pomožnih enot. Flak je naslednji dan odšel v Tarraco. Tiberij Sempronij Grakh je pristal dva dni prej. Oba poveljnika sta izbrala vojake, ki naj bi bili odpuščeni in tiste, ki naj bi ostali. Flak se je vrnil v Rim s svojimi veterani, Grakh pa je odšel v Keltiberijo.
Leta 179 pr. n. št. sta Tiberij Sempronij Grakh in Lucij Postumij Albin podaljšala svoji poveljstvi. Okrepili so ju s 3.000 rimskimi in 5.000 latinske pehote in 300 Rimljanov ter 400 latinske konjenice. Načrtovali so skupno operacijo. Lucij Postumij Albin, čigar provinca je bila mirna, naj bi se odpravil proti Vakejem preko Luzitanije in se obrnil proti Keltiberiji, če bi tam prišlo do večje vojne. Tiberij Grakh naj bi se odpravil v najbolj oddaljen del Keltiberije. Najprej je v nepričakovanem nočnem napadu zavzel mesto Munda. Vzel je talce, pustil garnizijo in požigal podeželje, dokler ni dosegel močnega mesta, ki so ga Keltiberci imenovali Certima. Ko so se Keltiberci odločili, da mu ne bodo priskočili na pomoč, se je mesto predalo. Naložili so jim odškodnino in morali so dati 40 mladih plemičev, da so služili v rimski vojski kot znak zvestobe.
Tiberij Grakh se je premaknil v Alce, kjer je bil keltiberski tabor. Zmagal je v bitki in sovražnik je izgubil 9.000 mož, 320 mož in 112 konj je bilo ujetih; padlo je 109 Rimljanov. Grakh je nato nadaljeval pohod v Keltiberijo, ki jo je oplenil. Plemena so se podredila. V nekaj dneh se je predalo 103 mest. Nato se je vrnil v Alce in začel oblegati mesto. Mesto se je predalo in zajetih je bilo veliko plemičev, vključno z dvema sinovoma in hčerko Thurruja, keltiberskega poglavarja in po Liviju, daleč najmočnejšega moža v Hispaniji. Thurru je prosil za varno pot, da bi obiskal Tiberija Grakha. Vprašal ga je ali bo njemu in njegovi družini dovoljeno živeti. Ko je Grakh odgovoril pritrdilno, je vprašal ali mu je dovoljeno služiti z Rimljani. Tudi to mu je dovolil. Od takrat naprej je Thurru sledil in pomagal Rimljanom na mnogih mestih.
Tiberij Grakh je ustanovil kolonijo (naselje) Gracchurris ([[Alfaro, v La Rioji, severna Hispanija) v zgornji dolini Ebra. To je pomenilo začetek rimskega vpliva v severni Hispaniji. Mislilo se je, da je to edina kolonija, ki jo je ustanovil. Vendar pa je bila v petdesetih letih prejšnjega stoletja blizu Mangibarja, na bregovih reke Baetis (Guadalquivir), najdena inskripcija, ki potrjuje, da je ustanovil še eno. To je bil Iliturgi, rudarsko mesto in obmejna postojanka. Zato je Grakh ustanovil kolonijo zunaj svoje province. Sklenil je pogodbe z okoliškimi plemeni. Apijan je zapisal, da so si njegove 'pogodbe želeli v kasnejših vojnah'. Za razliko od prejšnjih pretorjev si je vzel čas za pogajanja in gojenje osebnih odnosov s plemenskimi voditelji. To je spominjalo na prijateljske odnose, ki jih je vzpostavil Scipio Africanus med drugo punsko vojno. Grakh je uvedel vicensimo, rekvizicijo 5% žetve žita, obliko davka, ki je bila učinkovitejša in manj ranljiva za zlorabe kot običajna rimska praksa oddajanja pobiranja davkov zasebnim 'davčnim pobiralcem'. Silva ugotavlja, da je to prva omemba reguliranega pobiranja prihodkov. Njegove pogodbe so določale, da morajo zavezniki Rimljanom zagotoviti pomožne čete. Določale so tudi, da lahko domačini utrdijo obstoječa mesta, vendar ne smejo ustanavljati novih. Obstajajo nekateri dokazi, da je uvedel civilne upravne ukrepe, takšne, kot je izdaja pravic za rudarjenje za kovanje kovancev in gradnjo cest. Tiberij Grakh je bil znan po svojih pogodbah in administrativnih ureditvah, ki so pomagale ohranjati mir v Hispaniji naslednjih četrt stoletja.

## Obdobje relativnega miru
Za 24 let od konca prve keltiberske vojne leta 179 pr. n. št. do začetka druge keltiberske vojne leta 155 pr. n. št. se zanašamo na delo Livija le do leta 167 pr. n. št., do konca 45. knjige. Livijeve poznejše knjige so izgubljene in imamo dvanajstletno vrzel, o kateri skorajda ni informacij. Epitom, ki podaja kratek povzetek vseh Livijevih knjig (Periochae), ne omenja nobenih konfliktov v Hispaniji v teh 12 letih. Zdi se, da je bilo to 24-letno obdobje relativnega miru, v katerem so se bitke v Hispaniji odvijale le v treh letih.
Začetek Livijeve 41. knjige je izgubljen in ne vemo ali je bil kakšen zapis o dogodkih v Hispaniji za leto 178 pr. n. št. Za leto 177 pr. n. št. je omenil le, da sta bila ena legija plus 5.000 pešakov in 250 konjenikov od zaveznikov dodeljena Marku Titiniju (ki je bil zabeležen kot izvoljen za pretorja leta 178 pr. n. št., ne da bi bilo določeno, kateri provinci je bil dodeljen ob koncu 39. knjige). Livij je nato zapisal, da je bil v Hispaniji, ne da bi določil, kateri provinci. Leta 176 pr. n. št. sta bila Mark Kornelij Scipion Maluginensis in Publij Licinij Kras dodeljena Hispaniji Ulterior oziroma Citerior. Oba sta našla izgovore, da ne bi šla. Ni nam povedano, zakaj ta dva pretorja nista bila pripravljena prevzeti svoje funkcije; običajno so jih sprejeli z navdušenjem. Na tej točki izvemo, kdo je bil drugi pretor. Livij je zapisal, da so bile pretorstva Marka Titinija in Tita Fonteja v Hispaniji podaljšana. Spet Livij ni določil, katero od obeh provinc je imel vsak. Dobila sta okrepitve 3.000 rimskih in 5.000 latinskih pešakov ter 200 rimskih in 300 latinskih konjenikov.
Leta 174 pr. n. št. sta bila Gnej Servilij Cepion in Publij Furij Fil dodeljena Hispaniji Ulterior oziroma Citerior in sta dobila 3.000 rimskih in 5.000 latinskih pešakov ter 150 rimskih in 300 latinskih konjenikov. V odlomku, ki sledi zapisu pretorjev za leto 174 pr. n. št., je Livij pisal o pretorju po imenu Apij Klavdij in opazil, da so se ob njegovem prihodu v Hispanijo Keltiberci, ki so se predali Tiberiju Grakhu in so bili mirni med pretorstvom Marka Titinija, uprli. Verjetno je bil pretor za leto 175 pr. n. št. in zapis o njegovi izvolitvi je bil v delu poglavja 18 knjige 40, ki je izgubljen. Verjetno je bil pretor Hispanije Citerior. Keltiberci so rimski tabor napadli presenetljivo ob zori. Spopadli so se z Rimljani, ko so ti prihajali iz vrat tabora. Po začetnem boju so se Rimljani prebili in oblikovali linijo proti bokom Keltibercev, ki so jih obkrožali. Izbruhnili so tako nenadoma, da sovražnik ni mogel vzdržati njihovega napada in je bil odbit. Njihov tabor je bil zajet; 15.000 jih je bilo ubitih ali zajetih. To je končalo konflikt. Keltiberci so se podredili. Nimamo nobenih informacij o drugem pretorju v Hispaniji. Morda je bil omenjen v manjkajočem besedilu. Richardson trdi, da je moški s priimkom Cento (običajno zapisan kot Centho v literarnih virih) zabeležen v Fasti Triumphales in da je bil morda pretor Hispanije Ulterior, ki je nasledil Tita Fonteja. Zato je moral zmagati v bitki, vendar ni zapisa o njegovih dejavnostih.The Fasti Triumphales je seznam triumfov od ustanovitve Rima do leta 12 pr. n. št.
Leta 173 pr. n. št. sta bila pretorja Numerius Fabius Buteo in Marcus Matienus dodeljena Hispaniji Citerior oziroma Ulterior. Okrepila sta ju 3.000 rimske pehote in 200 konjenikov. Numerius Fabius Buteo je umrl v Massalii (Marseille) na poti. Njegovo zamenjavo so izbrali z žrebom med dvema odhajajočima pretorjema in naloga je padla na Publija Furija Fila. Leta 172 pr. n. št. sta bila Marcus Junius in Spurius Lucretius dodeljena Hispaniji Citerior oziroma Ulterior. Senat jima ni hotel dati okrepitev. Nato sta ponovno zaprosila in prejela 3.000 rimskih in 5.000 zavezniških pešakov ter 50 rimskih in 300 zavezniških konjenikov. Med tretjo makedonsko vojno (171–168 pr. n. št.) je bil Hispaniji dodeljen le en pretor. Leta 171 pr. n. št. je bil dodeljen Luciju Kanuleju Divesu.

### Sojenja za izsiljevanje
Leta 171 pr. n. št. so odposlanci več zavezniških ljudstev iz obeh provinc v Hispaniji odšli v Rim. Pritoževali so se nad pohlepom in aroganco rimskih uradnikov. Rimski senat so prosili, naj jim ne dovoli, 'da bi bili bolj bedno oropani in nadlegovani kot njegovi sovražniki'. Bilo je veliko dejanj krivice in izsiljevanja. Lucij Kanulej Dives je bil zadolžen za dodelitev petih sodnikov senatorskega ranga za vsakega moškega, od katerega so Hispanci želeli izterjati denar in da se slednjim omogoči izbira zagovornikov. Rečeno jim je bilo, naj jih imenujejo. Izbrali so Marka Porcija Katona (ki je vodil rimsko kampanjo leta 195 pr. n. št.), Publija Kornelija Scipiona (ki je bil pretor v Hispaniji Ulterior leta 193 pr. n. št.), Lucija Emilija Pavla (ki je bil pretor v Hispaniji Ulterior od 191 do 189 pr. n. št.) in Gaja Sulpicija Gala. Primer Marka Titinija (pretor v Hispaniji Citerior leta 175 pr. n. št.) je bil obravnavan prvi in ga je obravnaval sodni svet. To sojenje je bilo dvakrat preloženo in na tretji seji je bil oproščen. Prišlo je do spora med odposlanci obeh provinc. Posledično so ljudstva Hispanije Citerior izbrala Marka Porcija Katona in Publija Kornelija Scipiona za zagovornika, ljudstva Hispanije Ulterior pa Lucija Emilija Pavla in Gaja Sulpicija Gala. Primer ljudstva Citerior je bil proti Publiju Furiju Filu (pretor 174 in 173 pr. n. št.), primer ljudstva Ulterior pa proti Marku Matienusu (pretor leta 173 pr. n. št.). Livij je naredil napako in zapisal, da sta bila pretorja tri oziroma dve leti. Oba sta bila obtožena najhujših kaznivih dejanj in oba primera sta bila preložena. Katon je imel govor (Pro Hispanis de frumento), v katerem je napadel Publija Furija Fila zaradi nepravične ocene žita, prejetega kot davek. Na novem sojenju je bilo poročano, da sta oba moška odšla v izgnanstvo izven rimskega ozemlja, prvi v Praeneste, drugi v Tibur (dve latinski mesti, današnja Palestrina in Tivoli). Obstajali so sumi, da njuni predstavniki ne bodo dovolili obtožb proti 'moškim visokega ranga in vpliva'. Ti so se povečali, ko je Lucij Kanulej Dives opustil preiskavo in nenadoma odšel v svojo provinco. Senat je ugodil zahtevi Hispancev, da nobenemu rimskemu uradniku ni dovoljeno določati cene žita ali prisiliti domačine, da prodajo svojo 5-odstotno kvoto po ceni, ki si jo je želel in da nobenih uradnikov ni mogoče postaviti nad mesta za zbiranje denarja.
To je bilo najzgodnejše znano sojenje uradniku, ki so ga tako obtožili provincialci. Prejšnje pritožbe podobne narave so obravnavali senat ali konzuli. Senat je imenoval recuperatores (rekuperatorje) za preiskavo izsiljevanja in slabega upravljanja s strani pretorjev ter za izterjavo odškodnine za provincialne tožnike.Sojenja so bila predhodnica stalnega sodišča za izterjavo premoženja (quaestio de pecuniis repetundis), ustanovljenega s Kalpurnijevim zakonom iz leta 149 pr. n. št., katerega sodnike je Gaj Sempronij Grakh leta 122 pr. n. št. prenesel iz patricijske aristokracije na viteze (Equites).
Druga delegacija iz Hispanije je predstavljala 4.000 moških, ki so trdili, da so sinovi rimskih vojakov in lokalnih žensk, ki se niso mogle zakonito poročiti. Prosili so, da se jim dodeli mesto za življenje. Senat jih je prosil, naj Luciju Kanuleju posredujejo svoja imena in imena vseh, ki so jih osvobodili. Odredil je, naj se naselijo v Cartei, na obali in da se Cartejanom, ki so želeli ostati, dovoli, da se pridružijo kolonistom in prejmejo zemljišče. Mesto je postalo "Kolonija Libertinov" z latinskimi pravicami.
Leta 169 pr. n. št. je Hispanija dobila okrepitve 3.000 rimskih pešakov in 300 konjenikov, število vojakov v vsaki legiji pa je bilo določeno na 5.200 pešakov in 300 konjenikov. Pretor Marcus Claudius Marcellus (konzul 166 pr. n. št.), ki mu je bila dodeljena Hispanija, je moral od lokalnih zaveznikov zahtevati 4.000 pešakov in 300 konjenikov. Zavzel je znano mesto Marcolica (Marjaliza). Leta 168 pr. n. št. je bila Hispanija dodeljena Publiju Fonteju. Leta 167 pr. n. št., po tretji makedonski vojni (171–168 pr. n. št.), je bilo odločeno, da se v Hispaniji ponovno vzpostavita dve provinci. Pretorjama Gnej Fulvij in Licinij Nerva sta bila dodeljena Hispaniji Citerior oziroma Ulterior. Leta 166 pr. n. št. sta bila za Licinij Nerva in Publij Rutilij Kalv dodeljeni 'dve španski provinci'; Livij ni določil, katera je bila dodeljena kateremu.
Livijeva knjiga 45 se konča z letom 167 pr. n. št. Na tej točki so preostale Livijeve knjige izgubljene. Omenjena epitoma (Periochae), ki je podala zelo kratek povzetek vseh Livijevih knjig, beleži, da je bilo leta 154 pr. n. št. v Hispaniji več neuspešnih kampanj različnih poveljnikov in da se je tisto leto začelo voliti konzule nekoliko prej in so nastopili funkcijo 1. januarja namesto 15. marca, kot je bilo običajno. To je bilo zaradi upora v Hispaniji. To je hkrati povezano na drugo keltibersko vojno.

## Druga keltiberska vojna
Apijan je zapisal, da je ta vojna izbruhnila, ker je Segeda (blizu Zaragoze), močno mesto keltiberskega plemena Belli, prepričala prebivalce nekaterih manjših mest, da se tam naselijo in gradila sedem kilometrov dolgo obzidje. Prav tako je prisilila sosednje Titte, da se pridružijo. Belli so se strinjali s pogodbami, ki jih je Tiberij Sempronij Grakh sklenil s plemeni v Hispaniji ob koncu prve keltiberske vojne. Rim je menil, da Segeda krši pogodbo. Prepovedal je gradnjo obzidja in zahteval davek ter zagotovitev kontingenta za rimsko vojsko v skladu z določili Grakhove pogodbe. Segedanci so odgovorili, da pogodba prepoveduje gradnjo novih mest, ne pa utrjevanje obstoječih. Povedali so tudi, da so jih Rimljani pozneje oprostili davka in vojaškega kontingenta. To je bilo res, vendar je senat trdil, da je pri podeljevanju takšnih oprostitev vedno določil, da veljajo le po njegovi volji. Senat se je moral odločiti za umik oprostitev, ker ga je skrbel razvoj Segede v močno mesto v deželi Keltibercev, ki so imeli zgodovino uporov. Rim se je pripravljal na vojno.
Leta 153 pr. n. št. je pretor Quintus Fabius Nobilitor prispel v Hispanijo s silo skoraj 30.000 mož. Ljudje iz Segede, katerih zid ni bil dokončan, so pobegnili in poiskali zatočišče med Arevaci (drugim keltiberskim plemenom), ki so jih sprejeli. Pripravljena je bila zaseda v gostem gozdu z 20.000 pešaki in 500 konjeniki. Rimljani so izgubili 6.000 mož. Od takrat naprej se niso več spuščali v bitko na dan praznika boga Vulkana, ker se je ta poraz zgodil na ta dan. Arevaci so se zbrali v mestu Numantia (sedem kilometrov severno od današnje Sorie, na hribu, znanem kot Cerro de la Muela blizu Garray), ki je imelo močno naravneo obrambo. Tri dni kasneje je Nobilitor utaboril štiri kilometre od mesta. Pridružilo se mu je 300 konjenikov in deset slonov, ki jih je poslal Masinissa, kralj Numidije, rimski zaveznik v Afriki. Pogled na slone je prestrašil sovražnika, ki teh živali še nikoli ni videl. Pobegnili so v mesto. Vendar pa je med kasnejšo silovito bitko slona zadela velika padajoča skala in je oddal glasen hrup, ki je prestrašil druge slone. Podivjali so in teptali Rimljane, ki so se neurejeno umaknili. Numantinci so izvedli izpad in ubili 4.000 Rimljanov in tri slone. Nobilitor je nato napadel mesto Axinium, ki je shranjevalo sovražnikove zaloge, vendar ni dosegel ničesar. Izgubil je veliko mož in se ponoči vrnil v svoj tabor. Te rimske nesreče so spodbudile mesto Ocilis (Medinaceli, tudi v sodobni provinci Soria), da je prešlo na stran Keltibercev. Rimske zaloge so bile shranjene v tem mestu. Nobilitor se je umaknil v svoj zimski tabor in trpel zaradi pomanjkanja hrane. Zaradi tega, močnih snežnih neviht in zmrzali je umrlo veliko njegovih mož.
Leta 152 pr. n. št. je Marcus Claudius Marcellus (konzul 166 pr. n. št.), konzul tretjič, prevzel poveljstvo in pripeljal 8.000 pešakov in 500 konjenikov v Hispanijo. Izognil se je zasedi in se utaboril pred Ocilisom. Zavzel je mesto in mu podelil pomilostitev. To je spodbudilo Nertobrigo (mesto Bellijev, v sodobni provinci Zaragoza), da je prosila za mir. Marcellus je zahteval 100 konjenikov in strinjali so se. Vendar pa je napad na zadnjo stražo Rimljanov privedel do tega, da je Marcellus oblegal mesto, ki je poslalo glasnika, da bi ponovno prosilo za mir. Marcellus je dejal, da ne bo podelil miru, razen če ga bodo skupaj prosili Arevaci, Belli in Titti. Nertobrigi so poslali ambasadorje k tem plemenom in prosili Marcella za prizanesljivost in za obnovo pogodbe, sklenjene s Tiberijem Grakhom. Temu so nasprotovali nekateri podeželski ljudje, ki so bili spodbujeni k vojni. Marcellus je poslal odposlance iz vsake stranke v Rim, da bi tam nadaljevali svoj spor in poslal zasebna pisma senatu, ki so pozivala k miru. Za podrobnosti o teh delegacijah v Rimu glejte glavni članek. Marcellus je želel sam končati vojno in si tako pridobiti slavo.
Senat je zavrnil mir in poslal novega konzula, Lucija Licinija Lukula (Lucius Licinius Lucullus; konzul 151 pr. n. št.), da nadaljuje vojno. Marcellus je Keltibercem povedal o bližajoči se vojni in jim na njihovo zahtevo vrnil talce. Imel je konferenco s Keltiberci. Po tem je 5.000 Arevacev zavzelo Nergobrigo. Marcellus je odšel v Numantijo in Numantince pognal znotraj mestnega obzidja. Prosili so za mirovna pogajanja. Belli, Titti in Arevaci so se mu prepustili. Marcellus je zahteval talce in denar. Uspelo mu je končati vojno pred prihodom Lukula. Apijan je zapisal, da je bil Lukul pohlepen po slavi in denarju. Napadal je Vakejce (pleme, ki je živelo vzhodno od Arevakov), ker je bil 'v stiski'. To je bilo kljub dejstvu, da jim senat ni napovedal vojne in da to pleme nikoli ni napadlo Rimljanov. Pretvarjal se je, da oskrbujejo Keltibere, kot izgovor za vojno. Prečkal je reko Tagus in se utaboril blizu mesta Cauca (Coca v provinci Segovia). Konzul je dejal, da so slabo ravnali s Carpetani in da je prišel na pomoč kot izgovor za svojo prisotnost tam. Caucejci so izgubili bitko in prosili za mir. Lukul je zahteval talce, 100 talentov srebra in kontingent konjenice za svojo vojsko. Ko so mu to zagotovili, je zahteval tudi, da mesto zasedejo Rimljani. To je bilo dogovorjeno in Lukul je ukazal 2.000 izbranim vojakom, naj zavzamejo mesto. Nato so spustili preostalo rimsko vojsko, ki je dobila ukaz, naj pobije vse odrasle moške. Le nekaj od 20.000 jih je uspelo pobegniti. Nekateri so odšli v druga mesta. Požgali so, česar niso mogli vzeti s seboj, da bi Lukulu odvzeli plen.
Lukul je odkorakal proti mestu Itercatia, kamor se je zateklo več kot 20.000 pešakov in 2.000 konjenikov. Pozval je k mirovnim pogovorom. Prebivalci so mu očitali pokol Caucejcev in ga vprašali ali namerava storiti enako tudi njim. Apijan je zapisal: "on, kot vse krive duše, je bil jezen na svoje obtoževalce, namesto da bi si očital, in je opustošil njihova polja". Nato je začel obleganje in večkrat postavil svoje može v bojno vrsto, da bi izzval spopad. Sovražnik se ni odzval. Vojaki so bili bolni zaradi pomanjkanja spanca in dizenterije, ki jo je povzročila lokalna hrana, na katero niso bili navajeni. Mnogi so umrli zaradi slednje. Ko so bila nekatera obleganja končana, so Rimljani podrli del mestnega obzidja, vendar so bili hitro premagani. Pobegnili so in ker niso poznali območja, so mnogi padli v zbiralnik vode in umrli. Sovražnik je popravil zid. Ker sta obe strani trpeli zaradi lakote, je Scipio Aemilianus, častnik, predlagal mir in obljubil, da ne bo kršen. Iterkalati so mu zaupali in Lukulu dali 10.000 plaščev, nekaj živine in 50 talcev kot del pogojev.
Nato je Lukul odšel v Pallantio (Pelencia). To mesto je gostilo veliko število beguncev in je bilo znano po svoji hrabrosti. Svetovali so mu, naj se mu izogne, vendar je slišal, da je to bogato mesto. Tam se je utaboril in ni odšel, dokler mu nenehno nadlegovanje rimskih nabiralcev s strani palantijske konjenice ni preprečilo, da bi dobil zaloge. Rimljani so se umaknili in sovražnik jih je zasledoval, dokler niso dosegli reke Durius (Duero). Lukul je odšel na ozemlje Turdetanov (v Hispaniji Ulterior) in se umaknil v zimske tabore. To je bil konec njegove nezakonite vojne proti Vakejcem. Nikoli ni bil poklican na odgovornost za to. Apijan je komentiral: "Kar zadeva zlato in srebro, ki ga je Lukul iskal (in zaradi katerega je vodil to vojno, misleč, da je vsa Hispanija polna zlata in srebra), ni dobil ničesar. Ne samo, da ga niso imeli, ampak ta posebna plemena niso cenile teh kovin.
V svojem poročilu o luzitanski vojni je Apijan zapisal, da sta Lukul in Servius Sulpicius Galba, pretor, ki je bil zadolžen za čete v Hispaniji Ulterior in je vodil kampanjo proti luzitanskemu uporu, izvedla skupno kleščasto operacijo proti Luzitaniji. Po Apijanu sta jo postopoma izpraznila. Apijan je Galbo opisal kot še bolj pohlepnega kot Lukul. Mnoge Luzitance je ubil z izdajo.

## Luzitanska vojna in Viriatova vojna
Luzitanija je bila verjetno območje polotoka, ki se je najdlje upiralo rimski invaziji. Do leta 155 pr. n. št. je luzitanski poglavar Punicus izvajal napade na del Luzitanije, ki so ga nadzorovali Rimljani, kar se je končalo z dvajsetletnim mirom, ki ga je sklenil nekdanji pretor Sempronij Grakh. Punicus je dosegel pomembno zmago proti pretorjema Maniliju in Kalpurniju, pri čemer je povzročil 6.000 žrtev.
Po Punicusovi smrti je luzitanski poglavar Caesarus prevzel vodenje boja proti Rimu in leta 153 pr. n. št. ponovno premagal rimske čete, pri čemer je v bitki razkril svoj prapor, ki je zmagoslavno pokazal ostalim iberskim ljudstvom, kako razkriti ranljivost Rima. Takrat so se Vetoni in Keltiberi združili v odporu, kar je položaj Rima na tem območju Hispanije nekoliko otežilo. Luzitanci, Vetoni in Keltiberi so napadali sredozemske obale, medtem ko so se, da bi si zagotovili položaj na polotoku, razširili na severno Afriko. Tega leta sta v Hispanijo prispela dva nova konzula, Kvint Fulvij Nobilior in Lucij Mumij. Nujnost ponovne vzpostavitve oblasti nad Hispanijo je povzročila, da sta se konzula v dveh in pol mesecih spustila v bitko. Luzitance, poslane v Afriko, je v Okileju (današnja Arcila v Maroku) premagal Mumij, ki jih je prisilil, da so sprejeli mirovno pogodbo. Konzul Servij Sulpicij Galba je sklenil mirovno pogodbo s tremi luzitanskimi plemeni, nato pa je, pretvarjajoč se, da je prijatelj, pobil mladino in preostale ljudi prodal v Galijo.
Nobiliorja je naslednje leto (152 pr. n. št.) zamenjal Mark Klavdij Marcel (konzul 166 pr. n. št.). Njega pa je leta 150 pr. n. št. nasledil Lucij Licinij Lukul (konzul 151 pr. n. št.), ki se je odlikoval po svoji krutosti in zloglasnosti.
Leta 147 pr. n. št. se je novi luzitanski vodja Viriat uprl rimskim silam. Tri leta prej je pobegnil pred Serbijem Sulpicijem Galbo in ko je ponovno združil luzitanska plemena, je Viriat začel gverilsko vojno, ki je silovito udarila sovražnika, ne da bi se spustila v odprto bitko. Vodil je številne pohode in s svojimi četami prispel do murcijskih obal. Njegove številne zmage in ponižanje, ki ga je povzročil Rimljanom, so mu prislužile stalno mesto v portugalskem in španskem spominu kot spoštovanemu junaku, ki se je boril brez predaha. Viriat je bil umorjen okoli leta 139 pr. n. št. s strani Audaxa, Ditalca in Minurusa, verjetno plačanih s strani rimskega generala Marka Popilija Laenasa. Z njegovo smrtjo organiziran luzitanski odpor ni izginil, vendar se je Rim še naprej širil v regijo.
Med letoma 135 in 132 pr. n. št. je konzul Decim Junij Brut Kalajk izvedel odpravo v Galecijo (sever Portugalske in Galicije). Skoraj sočasno (133 pr. n. št.) je bilo uničeno keltibersko mesto Numancija, zadnji bastion Keltiberov. To je bila vrhunec vojne med Keltiberi in Rimljani med letoma 143 pr. n. št. in 133 pr. n. št.; keltibersko mesto je zavzel Publij Kornelij Scipion Emilijski, ko je bila priložnost prevelika, da bi se ji uprli. Keltiberski poglavarji so storili samomor s svojimi družinami, preostalo prebivalstvo pa je bilo prodano v suženjstvo. Mesto je bilo porušeno.

## Numantinska vojna
Leta 143 pr. n. št. je konzul Kvint Cecilij Metel Makedonski podjarmil Arevake tako, da jih je nenadoma napadel med žetvijo. Termantije in Numancije ni zavzel. Leta 142 pr. n. št., pretor Kvint Pompej Avl je prevzel poveljstvo z dobro izurjeno vojsko 30.000 pešakov in 2.000 konjenikov. Medtem ko je bil odsoten, so Numantinci izvedli izpad proti konjeniškemu oddelku in ga uničili. Ob njegovi vrnitvi so Numantinci ponudili bitko, vendar so se počasi umikali, dokler ni bil zvabljen do jarkov in palisad. Ko so bile njegove sile večkrat poražene v spopadih, se je Quintus Pompeius premaknil, da bi napadel Termantijo, vendar je izgubil 700 mož. V tretji bitki so bili Rimljani potisnjeni na skalnato mesto, kjer so bili mnogi prisiljeni pasti v prepad. Sledila je neodločna bitka. Pompeius je nato odšel v mesto Malia, ki je bilo predano z izdajo. Boril se je z nekaterimi razbojniki pri Sedataniji in jih premagal.
Pompeius se je vrnil v Numantijo in poskušal preusmeriti reko, da bi osvojil mesto z lakoto. Moški, ki so opravljali to delo, so bili nenehno nadlegovani, tisti, ki so jim prišli na pomoč, pa so bili napadeni in prisiljeni v rimski tabor. Napadeni so bili tudi nabiralci hrane. Rimski odposlanec je prispel z vojsko neizkušenih in nediscipliniranih rekrutov, ki naj bi nadomestili vojake, ki so odslužili svojih šest let. Pompeius je ostal v zimskih taborih s temi rekruti, ki so bili izpostavljeni mrazu brez zavetja in so zboleli za grižo, ker niso bili navajeni na lokalno vodo. Mnogi so umrli. Nabiralna skupina hrane je bila napadena iz zasede. Pompeius je poslal svoje vojake v mesta, da preživijo preostanek zim, in čakal na svojega naslednika. Ker se je bal, da bo odgovarjal za svoje neuspehe, se je obrnil na Numantince. Sklenili so mirovni sporazum. Pompeius je zahteval talce, ujetnike, dezerterje in 30 talentov srebra, del katerega naj bi bil plačan v obrokih.
Leta 139 pr. n. št., ko je novi konzul, Marcus Popillius Laenas, prispel, da bi prevzel poveljstvo, je bil plačan zadnji obrok. Pompeius, vedoč, da je sklenil mir, ki so ga Rimljani imeli za sramotnega in brez soglasja senata, je zanikal, da bi sklenil dogovor. Numantinci so dokazali nasprotno s pričanjem senatskih odposlancev in njegovih častnikov. Pompeius in numantinski odposlanci so bili poslani v Rim, da bi tam nadaljevali spor. Senat se je odločil nadaljevati vojno. Popillius Laenas je napadel Lusone, keltibersko pleme blizu Numantije, vendar ni dosegel ničesar in se je vrnil v Rim. Leta 137 pr. n. št. je konzul Gaius Hostilius Mancinus izgubil pogoste spopade z Numantinci. Ob lažnih govoricah, da Kantabri iz severne Hispanije in Vakejci iz zahodno-osrednje Hispanije prihajajo na pomoč Numantincem, ga je zajela panika, zapustil je tabor in odšel na prazno mesto, kjer je imel tabor poveljnik v drugi keltiberski vojni. Ob zori je bil obkoljen in brez utrdb. Numantinci so grozili, da bodo ubili vse, če ne bo sklenil miru. Strinjal se je s pogoji, podobnimi tistim, ki jih je sklenil Quintus Pompeius Aulus. To je povzročilo ogorčenje v Rimu. Drugi konzul, Marcus Aemilius Lepidus Porcina, je bil poslan v Hispanijo, Mancinus pa je bil poklican nazaj, da bi se soočil s sojenjem. Plutarh je dejal, da je bil "kot človek ne slab, a kot general najbolj nesrečen med Rimljani."
Aemilius Lepidus, ki si je želel slave, ni čakal na navodila iz Rima in je napadel Vakejce, ki so živeli v zahodno-osrednji Hispaniji zahodno od Keltibercev, lažno jih je obtožil, da oskrbujejo Numantince. Opustošil je podeželje in začel obleganje njihovega glavnega mesta, Palantije. Prepričal je Decimusa Junija Brutusa Callaicusa, svojega svaka, ki je izvajal protipovstajniške operacije v Luzitaniji in Galiciji, da se mu pridruži. Prispeli so sporočevalci iz Rima. Rekli so, da senat ne ve, zakaj bi iskal novo vojno in ga opozorili, naj ne nadaljuje. Aemilius je napad kljub temu nadaljeval. Obleganje Palantije se je vleklo in rimske zaloge so pošle. Vse tovorne živali in veliko mož je umrlo. Rimljani so se ponoči neurejeno umaknili. Ob zori jih je sovražnik ves dan napadal od zadaj in s krila. Aemilius Lepidus je bil odrešen konzulstva in ko se je vrnil v Rim, je bil kaznovan. Leta 135 pr. n. št. je bil konzul Quintus Calpurnius Piso dodeljen Hispaniji. Vdrl je na ozemlje Palantije, zbral majhno količino plena in preostanek svojega mandata preživel v zimskem taboru v Carpetaniji (v osrednji Hispaniji).
Leta 134 pr. n. št. so Rimljani, utrujeni od te vojne, izvolili Scipiona Aemilianusa (ki je premagal Kartagino) za konzula, ker so menili, da je edini človek, ki lahko zmaga v vojni. Vojska v Hispaniji je bila demoralizirana in nedisciplinirana. Scipion se je osredotočil na ponovno vzpostavitev discipline z prepovedjo razkošja, na katerega so se vojaki navadili, z rednimi težkimi vajami (celodnevni pohodi, gradnja taborov in utrdb ter njihovo rušenje, kopanje jarkov in njihovo zasipanje in podobno) ter z doslednim uveljavljanjem predpisov. Ko je menil, da je vojska pripravljena, se je utaboril blizu Numantije. Ni šel po krajši poti, da bi se izognil gverilski taktiki, v kateri so bili Numantinci dobri. Namesto tega je naredil ovinek skozi deželo Vakejcev, ki so zdaj prodajali hrano Numantincem. Večkrat je bil v zasedi, vendar je premagal sovražnika. V eni od teh zased  ob reki, ki jo je bilo težko prečkati, je bil prisiljen narediti ovinek po daljši poti, kjer ni bilo vode. Ponoči je marširal, ko je bilo hladneje  in kopal vodnjake za grenko vodo. Rešil je svoje može, vendar so nekateri konji in tovorne živali umrli od žeje. Nato je šel skozi ozemlje Caucejcev, ki so prekinili pogodbo z Rimom in izjavili, da se lahko varno vrnejo domov. Vrnil se je na numantinsko ozemlje in se mu je pridružil Jugurta, vnuk kralja Numidije (rimski zaveznik v Afriki), z dvanajstimi sloni, lokostrelci in pračarji.
Sčasoma se je Scipion pripravil na obleganje Numantije. Od zavezniških plemen v Hispaniji je zahteval določeno število vojakov. Zgradil je devetkilometrski obroč utrdb s sedmimi stolpi. Zid je bil tri metre visok in dva in pol metra širok. Zgradil je nasip enakih dimenzij kot zid okoli sosednjega močvirja in dva stolpa ob reki Durius (Duero), na katera je privezal velike lesene tramove z vrvmi, polnimi nožev in konic kopij, ki jih je tok nenehno premikal. To je preprečilo sovražniku, da bi se prikrito izmuznil. Uspelo mu je prisiliti Numantijo v stradanje. Numantinci so se predali. Nekateri so se ubili. Scipion je obdržal 50 mož za svoj triumf, ostale je prodal v suženjstvo in uničil mesto.
Apijan je zapisal: "Z le 8.000 možmi, ko se je začela vojna, koliko in kakšne strašne preobrate so prinesli Rimljanom! Koliko pogodb so sklenili pod enakimi pogoji z Rimljani, ki jih slednji ne bi privolili skleniti z nobenim drugim ljudstvom! Kako pogosto so izzvali na odprto bitko zadnjega poveljnika, poslanega proti njim, ki je imel vojsko 60.000 mož!" Opozoril je na "njihovo majhno število in veliko trpljenje, njihova pogumna dejanja in dolgo vzdržljivost."

## Posledice poraza Luzitancev in Keltibercev
Porazi Keltibercev in Luzitancev so bili velik korak k pacifikaciji Hispanije. Niso končali uporov, vendar so bili ti sporadični in razen obdobja po Kimbrijski vojni (113–101 pr. n. št.), so bili v zmanjšanem obsegu. Plutarh je zapisal, da je Gaj Marij leta 114 pr. n. št. izvajal operacije v Hispaniji Ulterior: "dodeli so mu provinco [Hispania Ulterior] in tukaj naj bi odstranil roparje, čeprav je bila provinca še vedno necivilizirana v svojih običajih in v divjem stanju in rop je bil takrat še vedno veljal za zelo častno dejavnost."
Apijan je zapisal, da je bil Kalpurnij Pizon poslan kot poveljnik v Hispanijo, ker so tam potekali upori. Naslednje leto je bil Servij Galba poslan brez vojakov, ker so bili Rimljani zaposleni s Kimbrijsko vojno in suženjskim uporom na Siciliji (Druga suženjska vojna, 104–100 pr. n. št.). V prvi vojni so se germanska plemena Kimbri in Tevtoni selila po Evropi in napadala ozemlja rimskih zaveznikov, zlasti v južni Franciji, ter Rimljane premagala v več bitkah do njihovega končnega poraza. Leta 105 pr. n. št. so nekateri od njih vdrli tudi v severno Hispanijo in se nato vrnili v Galijo. Apijan je zapisal, da so Rimljani pošiljali guvernerje, ki bi urejali zadeve v Hispaniji brez vojne, kolikor je bilo mogoče. To zmanjšanje vojaške prisotnosti in morda omenjeni vdor v severno Hispanijo sta morda spodbudila pomembne upore.
Leta 98 pr. n. št., po porazu Kimbrov, je bil konzul Tit Didij poslan v Hispanijo. Ubil je približno 20.000 Arevakov. Preselil je tudi Tarmesum, "veliko mesto, ki je bilo vedno nepokorno Rimljanom", z lahko branljivih hribov na ravnino in prepovedal gradnjo mestnega obzidja. Devet mesecev je oblegal mesto Colenda, ga zavzel in prodal prebivalce, vključno z ženskami in otroki.
Mesto blizu Colende je zaradi revščine živelo od ropanja. Naseljevala so ga mešana keltiberska plemena, ki so bila zavezniki Marka Marija v vojni proti Luzitancem in jih je pet let prej naselil tam z odobritvijo senata. Tit Didij jih je hotel uničiti in je dobil odobritev senatskih komisarjev. Mestu je povedal, da jim bo dodelil zemljo Colende in naj se zberejo za razdelitev zemlje. Rimske vojake je premaknil iz njihovega tabora in ljudem rekel, naj gredo tja, ker je hotel moške vpisati v en register, ženske in otroke pa v drugega. Ko so vstopili, jih je dal ubiti vojski. To je podobno vrsti izdaje, s katero je Servij Sulpicij Galba pobil veliko Luzitancev, da bi končal njihov upor med letoma 155 in 150 pr. n. št. (glej poglavje Luzitanska vojna in Viriatova vojna).
Leta 82 pr. n. št. je prišlo do keltiberskega upora. Gaj Valerij Flak je bil poslan proti njim in ubil 20.000 ljudi. Prebivalci mesta Belgida so sežgali voditelje v senatni hiši, ko so ti oklevali z uporom. Ko je Flak to slišal, je usmrtil vodje zaradi tega dejanja.
Tit Didij je bil prvi konzul, poslan v Hispanijo po koncu numantinske vojne. V Rim se ni vrnil do svojega triumfa leta 93 pr. n. št. Verjetno je bil guverner Hispanije Citerior, Publij Licinij Kras, ki je leta 93 pr. n. št. praznoval triumf nad Luzitanci, pa je bil verjetno guverner Hispanije Ulterior. Valerij Flak se je vrnil v Rim na svoj triumf leta 81 pr. n. št., ki mu je bil podeljen za njegova dejanja tako v Keltiberiji kot v Galiji Narbonensis. Ni mogoče določiti ali so se njegovi mandati kot guvernerja v Hispaniji in Galiji prekrivali ali si sledili. Za to obdobje ni dokumentiran noben drug guverner Hispanije in ker je senat šele sredi 90. let začel dodeljevati Galijo Narbonensis kot redno provinco, so se upravne ureditve še razvijale. Cicero se je vzdržal, da bi ga tam imenoval za zakonitega guvernerja. Komentarji Julija Cezarja o galskih vojnah (1.47.4) so potrdili, da je bil v Galiji leta 83 pr. n. št. Tabula Contrebiensis, bronasta plošča, na kateri je vpisana njegova odločitev glede meja in arbitraže o vodnih pravicah, kaže, da je bil v Hispaniji vsaj do leta 87 pr. n. št. Razlog za tako dolgotrajno opravljanje funkcije v Hispaniji ni znan. Richardson špekulira, da so bili verjetno povezani z vojno situacijo v Italiji, kjer je potekal upor italijanskih zaveznikov proti Rimu imenovan (Zavezniška vojna 91–88 pr. n. št.). Vendar se datumi ne ujemajo povsem.
Po Apijanu je leta 61 pr. n. št. Julij Cezar, ki je bil pretor v Hispaniji Citerior, podredil "vse tiste [Hispanike], ki so dvomili o svoji zvestobi ali se še niso podredili Rimljanom". Svetonij je določil, da je Cezar deloval proti Luzitancem: "ne samo, da je prosil denar od zaveznikov, da bi pomagal plačati svoje dolgove, ampak je tudi napadel in oplenil nekatera mesta Luzitancev, čeprav niso zavrnili njegovih pogojev in so mu ob njegovem prihodu odprli svoja vrata."

## Konflikt med Vaskoni in Keltiberi
Več kot stoletje so se Vaskoni (ki veljajo za prednike Baskov) in Keltiberi borili za bogato zemljo doline reke Ebro. Keltibersko mesto Calagurris (Calahorra) je verjetno nosilo glavno breme konflikta, pomagale so mu plemenske zveze. Vaskoni so verjetno imeli precej pomembno naselbino na drugi strani Ebra, na območju nasproti Calagurrisa, ki je prav tako pridobilo podporo Vaskonov iz drugih območij. Keltiberi so uničili mesto Vaskonov in zasedli ozemlja na drugi strani Ebra. Keltiberi so bili sovražniki Rima, medtem ko so bili Vaskoni rimski zavezniki. Ko so Rimljani uničili Calagurris, so ga ponovno naselili z Vaskoni. To je bilo verjetno prvo vaskonsko mesto na drugi strani te reke, v zgodovinski regiji Stare Kastilije.

## Rimske državljanske vojne

### Sertorijeva vojna
Ta državljanska vojna se je v Hispaniji odvijala med Kvintom Sertorijem v koaliciji z domorodnimi plemeni in Sullinim režimom od 80 pr. n. št. do 72 pr. n. št. Sledila je dvema državljanskima vojnama med Lucijem Kornelijem Sullo in Gajem Marijem v Italiji. Sertorij se je boril proti Sulli v prvi državljanski vojni. Leta 82 pr. n. št. se je umaknil v Hispanijo kot guverner, ki je zastopal svojo politično frakcijo, populares. Rimski uradniki v Hispaniji niso priznali njegove avtoritete, vendar je prevzel nadzor s svojo vojsko. Sertorij je poslal vojsko pod Livijem Salinatorjem, da utrdi prelaz skozi Pireneje proti Sullinim silam. Vendar je bil Salinator ubit z izdajo in te sile pod poveljstvom Gaja Anija so se prebile. Sertorij je pobegnil v Afriko, kjer je izvedel kampanjo v Mavretaniji, v kateri je premagal enega od Sullinih poveljnikov in zavzel Tingis (Tanger).
Nezadovoljni Luzitanci so poslali odposlance k Sertoriju in ga izbrali za svojega vodjo zaradi njegove prijazne politike, ko je bil guverner. Luzitanci so verjetno želeli nekoga, ki bi jim bil naklonjen. Leta 80 pr. n. št. je Sertorij premagal pomorske sile pod Avrelijem Kotom in pristal v Hispaniji. Odšel je v Luzitanijo, organiziral njihova plemena, se vrnil v Hispanijo Ulterior in zmagal v bitki pri reki Baetis. Rim je poslal[Kvinta Cecilija Metela Pija, ki so ga imenovali za guvernerja Hispanije Ulterior, da bi se zoperstavil tej grožnji. Utaboril se je pri Metellinumu (Medellin) in je večkrat naapdel proti Keltibercem in Vakajcem osrednje Hispanije, ki so se zavezali s Sertorijem. Dve leti gverilske taktike Sertorija sta ga izčrpali. Lucij Hirtulej, Sertorijev poročnik, je premagal Marka Domitija Kalvina (pretor 80 pr. n. št.), guvernerja Hispanije Citerior. Mark Perpena Vento, ki se je boril proti Suli, je pobegnil v Hispanijo z vojsko in se je želel sam boriti proti Kvintu Ceciliju Metelu. Njegovi vojaki so bili nezadovoljni z njegovim poveljstvom in ko so slišali, da Pompej prihaja v Hispanijo s sovražnimi silami, so zahtevali, da jih odpeljejo k Sertoriju. Mark Perpena je nerad popustil. Pompeja je Sertorij potisnil nazaj, vendar je Cecilij Metel premagal Lucija Hirtuleja blizu Italike. Leta 75 pr. n. št. je Cecilij Metel premagal in ubil Lucija Hirtuleja. Sertorij se je boril proti Pompeju v neodločni bitki. Nato sta Sertorija premagala Pompej in Cecilij Metel. Leta 74 pr. n. št. sta Cecilij Metel in Pompej osredotočila svoje operacije proti Keltibercem in Vakajcem. Leta 73 pr. n. št. so se pojavile napetosti med Sertorijanci in njihovimi domačimi zavezniki. Nato je Mark Perperna umoril Sertorija. Končno je Mark Perperna padel v zasedo in ga je ujel Pompej.

### Državljanska vojna Julija Cezarja
Leta 49 pr. n. št. je Julij Cezar napadel Italijo in s tem dejansko napovedal vojno rimskemu senatu. Pompej Veliki, vodja senatnih sil, je pobegnil v Grčijo. Cezar je izvedel izjemen 27-dnevni prisilni pohod iz Rima v Hispanijo, da bi se soočil s Pompejevimi legijami, ki so bile tam nameščene. Premagal je sedem Pompejevih legij, ki so jih vodili Lucij Afrani (konzul), Mark Petrej in[Mark Terencij Varon v bitki pri Ilerdi (Lleida), v severovzhodni Hispaniji. Sledile so nadaljnje bitke: ena v južni Iliriji (Albanija) in ena v Grčiji leta 49 pr. n. št.; in tri v Afriki (Tunizija, ena leta 49 pr. n. št. in dve leta 46 pr. n. št.). Zadnja bitka je bila med Cezarjem in Gnejem Pompejem, Pompejevim sinom, ki so ga podpirali Tit Labien in Publij Atij Varon leta 45 pr. n. št. To je bila bitka pri Mundi, ki se je odvijala na Campus Mundensis, verjetno blizu Lantejuele, v južni Hispaniji. Eno leto kasneje je bil Cezar umorjen.

## Zadnja faza osvajanja: Kantabrijske vojne
Kantabrijske vojne (29–19 pr. n. št.) so se bojevale med Rimljani in Galečani, Kantabrijci ter Asturci severne Hispanije. To je bila dolga in krvava vojna, ker se je bojevala v gorah Kantabrije, Galaecije in Asturije — gore je težko osvojiti — in ker so uporniki učinkovito uporabljali gverilsko taktiko. Vojna se je vlekla deset let in se končala s podjarmljenjem teh plemen. Ko so se te vojne končale, je Avgust Oktavijan priključil celotno Hispanijo Rimskemu cesarstvu in reorganiziral njene province. Te vojne so bile tudi konec odpora proti Rimljanom v Hispaniji.
Vzroki te vojne so nejasni. O njenih prvih letih, pred vpletenostjo Avgusta Oktavijana, prvega rimskega cesarja, nimamo skoraj nobenih informacij. Edini ohranjeni zapisi o tej vojni, razen nekaterih mimogrednih omemb drugih avtorjev, so kratek opis Florusa in še en prav tako kratek opis Orozija. Oba avtorja sta se osredotočila na čas, ko je bil Avgust vpleten v vojno. Florus je zapisal, da so Kantabri poskušali dominirati nad svojimi sosedi in jih nadlegovali, izvajali pogoste napade na Autrigone (ki so živeli med Atlantikom in izvirom reke Ebro) na vzhodu, Curgoni (ali Turmodigi, na območju znotraj dolin rek Arlanzón in reke|Arlanza] v sodobni provinci Burgos) na jugovzhodu in Vaccaei (na severozahodu osrednje Hispanije) na jugu. Orozij je napisal skoraj enako. Ne vemo ali je to igralo vlogo pri izbruhu vojne in če je, koliko.
Avgust je prevzel poveljstvo leta 26 pr. n. št., v četrtem letu vojne. Rim je zapustil leta 27 pr. n. št. Krožile so govorice, da bo osvojil Britanijo, da bi dosegel velik vojaški podvig. Namesto tega se je lotil reorganizacije galskih provinc, ki so bile po osvojitvi s strani Julija Cezarja v njegovih galskih vojnah (58–50 pr. n. št.) večinoma brez nadzora. Morda je vojno v sosednji Hispaniji videl kot priložnost za vojaško slavo. Leta 27 pr. n. št. je prispel v Tarraco (Tarragona) v vzhodni Hispaniji, vendar je prišel na območje prepozno za boj, preden je nastopila zima. Kar zadeva osebno propagando, so te vojne postale njegova vojna, čeprav je vodil le eno kampanjo. Leta 25 pr. n. št. se je zaradi bolezni umaknil v Tarraco. Kasij Dion je zapisal, da je zbolel zaradi prekomernega napora in tesnobe. González Echegaray postavlja vpletenost Avgusta v politični kontekst njegove naloge določanja in obrambe meja Rimskega cesarstva po rimskih državljanskih vojnah. Po osvojitvi Galije ni bilo več prostora za širitev in obstajala je naloga obrambe pred napadi na meje v Evropi ob zmanjšanju velikosti rimske vojske. V gospodarskem kontekstu je bilo vprašanje nadzora nad bogatim rudnikom zlata v Las Medullas (najbogatejši v cesarstvu) v Asturiji in obilnimi železovimi rudami v Kantabriji. Proti koncu rimskih državljanskih vojn je primanjkovalo zlata in srebra.
Leta 29 pr. n. št. je bil rimski poveljnik Tit Statilij Tavr. Leta 28 in 27 pr. n. št. je bil Sekst Apulej, ki je leta 26 pr. n. št. praznoval triumf. Avgust je začel svojo kampanjo leta 26 pr. n. št., potem ko je vzpostavil svoj tabor v Segisami (današnji Sasamon, v provinci Burgos), prestolnici Turmodigov, ki so morali biti rimski zavezniki. Tri divizije so napadle tri točke. Prva se je borila pod mestnim obzidjem Vellice in sovražnik je pobegnil na goro Vindius. To je odprlo pot proti severu, kar je diviziji omogočilo, da se je pridružila silam, ki so pristale na obali in napadla sovražnika od zadaj. Zaradi razgibanega terena so se Rimljani odločili, da bodo sovražnika izstradali do predaje. Druga divizija se je premaknila proti vzhodu in uničila Aracelium. Tretja divizija se je premaknila proti zahodu v Galicijo. Sovražnik se je zadnjič uprl na gori Medullus v Sierri de Mamed, blizu reke Sil. Obkolili so ga z jarkom, dolgim 15 milj. Kapituliral je pozimi; mnogi so storili samomor. Avgust je prišel iz Tarraca (kamor je odšel zaradi bolezni), da bi osebno sprejel predajo. Leta 25 pr. n. št. se je vojna borila samo proti Asturcem. Rimljane je vodil Publij Karuzij. Kljub porazom prejšnjega leta so Asturci prešli v ofenzivo. Prišli so z zasneženih gora in se utaborili ob reki Astura (ali bolj verjetno Orbigo, enem od njenih pritokov) v ravnini Leóna. Svoje sile so razdelili v tri kolone, da bi napadli tri rimske tabore. Vendar jih je izdalo eno od njihovih plemen, Asturci Brigaecini, ki so obvestili Karuzija. Ta jih je presenetil in jih potisnil v Lancio (blizu Villasabariega, León). Oblegal je mesto, ki se je močno upiralo in ga zavzel. Z zavzetjem drugih trdnjav je bila osvojitev okrožja dokončana. V Rimu so zaprli vrata templja Janusa. To je simboliziralo mir in vojna je veljala za končano. Vendar so Kantabri in Asturci kmalu nadaljevali sovražnosti in vojna se je nadaljevala še šest let. Kljub temu, Avgust si je lahko prilastil slavo zmage.
Poraz Kantabrov in Asturov je pomenil konec odpora proti Rimljanom v Hispaniji. Kljub desetletnim vojnam in silovitemu odporu teh dveh ljudstev se zdi, da v Hispaniji ni bilo drugih uporov, niti s strani sosednjih ljudstev, čeprav je pisnih virov zelo malo. Verjetno se je preostali del polotoka po prejšnjih pacifikacijah precej vključil v rimski upravni sistem in gospodarstvo.
Avgust je celoten polotok priključil Rimskemu cesarstvu. Rimska provinca Hispania Citerior se je znatno razširila in je zajela vzhodni del osrednje Hispanije in severno Hispanijo. Preimenovana je bila v Tarakonska Hispanija. Hispania Ulterior je bila razdeljena na provinci Hispania Baetica (večina sodobne Andaluzije) in Hispania Lusitania, ki je zajemala današnjo Portugalsko do reke Durius (Douro), današnjo avtonomno skupnost Extremadura in majhen del province Salamanca v današnji Španiji.
Po vojnah se je rimska prisotnost v Hispaniji povečala. Rimljani so za vojne razporedili osem legij. Mnogi veterani, ki so imeli pravico do dodelitve zemljišča za kmetovanje ob odpustu, so se naselili v Hispaniji. Ustanovljenih je bilo več rimskih mest: Augusta Emerita (Mérida, Extremadura) leta 25 pr. n. št. (postala je prestolnica province Hispania Lusitania; verjetno jo je ustanovil Publius Carusius); Asturica Augusta (Astorga, provinca Leon) leta 14 pr. n. št. (postala je pomembno upravno središče); Colonia Caesar Augusta ali Caesaraugusta (Zaragoza, Aragonija) leta 14 pr. n. št.; in Lucus Augusti (Lugo, Galicija) leta 13 pr. n. št. (bilo je najpomembnejše rimsko mesto v Gallaeciji). Rimska prisotnost se je verjetno povečala v prvem stoletju pr. n. št., saj je bilo v tem obdobju ustanovljenih več rimskih kolonij: Colonia Clunia Sulpicia (v provinci Burgos, bilo je eno najpomembnejših rimskih mest v severni polovici Hispanije), Cáparra (na severu Extremadure), Complutum (Alcalá de Henares blizu Madrida). Avgust je naročil tudi gradnjo ceste Via Augusta (ki je potekala od Pirenejev vse do Cadiza in je bila dolga 1.500 kilometrov ali 900 milj).